# Game of Thrones
Game of Thrones é uma série de televisão norte-americana criada por David Benioff e D. B. Weiss, baseada na série de livros A Song of Ice and Fire de George R. R. Martin. Eleita  como a melhor série de TV do século XXI em 2020, numa votação popular feita pela revista Digital Spy, Game of Thrones foi transmitida originalmente pelo canal HBO entre 17 de abril de 2011 a 19 de maio de 2019. No elenco principal estão Peter Dinklage, Nikolaj Coster-Waldau, Lena Headey, Emilia Clarke, Iain Glen, Michelle Fairley, Richard Madden, Kit Harington, Sophie Turner, Maisie Williams, Isaac Hempstead Wright, entre outros.
Ao longo de oito temporadas e mais de sessenta episódios, Game of Thrones cobre o enredo dos primeiros cinco livros de Martin com certas modificações e a adição de material não publicado com base na descrição do autor de eventos futuros em seu universo literário. Situada nos continentes fictícios de Westeros e Essos, a série apresenta um enredo de alianças e conflitos entre famílias nobres dinásticas dos Sete Reinos, que competem para reivindicar o imperioso Trono de Ferro ou lutam para não serem governados por quem o possui.
Game of Thrones é uma das série mais caras já feitas na história da televisão, cujas filmagens envolveram até quatro unidades paralelas de filmagem e a produção de efeitos visuais exigiu a participação simultânea de até quatorze estúdios em diferentes países. A série foi filmada em nove países, sendo eles: Canadá, Croácia, Escócia, Espanha, Estados Unidos, Irlanda do Norte, Islândia, Malta, e Marrocos.
Muito aguardada desde seus primeiros estágios de desenvolvimento, Game of Thrones foi muito bem recebida pela crítica especializada. Certos meios de comunicação, como The Washington Post, Time, The Hollywood Reporter e Rolling Stone classificaram-na como uma das melhores séries de televisão já feitas e os críticos elogiaram aspectos como suas atuações, roteiros, efeitos especiais, sequências de batalha e música. Sua primeira temporada foi indicada em vários prêmios, incluindo o Emmy do Primetime de melhor série de drama e o Globo de Ouro de melhor série dramática; Peter Dinklage, que interpreta Tyrion Lannister, venceu quatro Emmy do Primetime de melhor ator coadjuvante em série dramática e um Globo de Ouro de melhor ator coadjuvante em série de televisão. A série também conquistou o Emmy de melhor projeto de créditos principais, e possui uma das melhores notas entre os telespectadores para séries no site IMDb. Game of Thrones é recordista em ter ganhado 59 Emmys, mais do que qualquer outra série de televisão ha história.
Em 2013, o Writers Guild of America listou Game of Thrones como a 40ª série de "melhor escrita" da história da televisão. Em 2015, o The Hollywood Reporter colocou a série na quarta posição na lista de "melhores programas de TV de todos os tempos", enquanto em 2016 a série foi classificada em sétimo lugar na lista "Os 50 melhores programas de TV de todos os tempos" da Empire.  No mesmo ano, a Rolling Stone a nomeou como o décimo segundo "maior programa de TV de todos os tempos".
A série entrou para o Livro de Recordes como a série dramática com a maior transmissão simultânea ao redor do mundo. O número foi alcançado graças ao segundo episódio da quinta temporada, intitulado "The House of Black and White". Na sexta temporada da série, a emissora HBO decidiu produzir um talk show para Game of Thrones, chamado After the Thrones, assim como a emissora AMC fez com a série Breaking Bad, produzindo um talk show chamado Talking Bad. Com o mesmo formato de Thronecast e Talking Dead, o programa After the Thrones apresentava recapitulações, comentários e teorias de Game of Thrones e foi exibido nas segundas-feiras pela HBO Now, HBO Go, HBO on Demand e pela própria emissora HBO.

## Premissas

### 1ª temporada (2011)
A série se inicia quando Ned Stark, senhor de Winterfell e protetor do Norte, é convidado para se tornar o principal conselheiro (conhecido como o Mão do Rei) do Rei Robert Baratheon dos Sete Reinos de Westeros. Ned, em segredo, recebe uma carta de Lysa, irmã de sua esposa Catelyn, que lhe dá motivo para acreditar que seus rivais, a Casa Lannister — da qual a esposa do rei, a Rainha Cersei, faz parte — causaram a morte de Jon Arryn, o Mão do Rei anterior. Ned entra na missão de ir para o sul a fim de ajudar o rei a governar como também a descobrir quem matou Jon Arryn. Enquanto isso, além do Mar Estreito, o príncipe exilado Viserys Targaryen arranja um casamento para sua irmã Daenerys com Khal Drogo, em troca do exército de Drogo para tomar o Trono de Ferro que é seu por direito.

### 2ª temporada (2012)
Os Sete Reinos entram em guerra, com o autoproclamado Rei do Norte, Robb Stark, lutando a fim de ganhar a independência para seu povo e para o povo das Terras Fluviais. Robb percebe que precisa ganhar a fidelidade do povo independente das Ilhas de Ferro, e envia seu melhor amigo Theon Greyjoy para conversar com seu pai, Balon Greyjoy, que está armando planos para seu próprio benefício. Enquanto isso, o príncipe Joffrey Baratheon assume o Trono de Ferro com o apoio da poderosa Casa Lannister, porém, seus tios, Renly e Stannis Baratheon, entram em disputa para tomar o trono. Assim como Renly e Stannis, a princesa Daenerys agora com três dragões jovens, segue o plano de Viserys em busca de aliados para reivindicar também o Trono de Ferro. Enquanto todos disputam pelo governo absoluto de Westeros, Tyrion Lannister chega em Porto Real para se tornar conselheiro do rei, mas acaba enfrentando a oposição de sua intrigante irmã, Cersei, que em segredo, é a verdadeira conselheira de seu filho Joffrey.

### 3ª temporada (2013)
Os Sete Reinos permanecem presos pela guerra civil. O autoproclamado Rei Renly Baratheon é assassinado, o que altera as alianças na guerra, principalmente para a Casa Stark que fica em desvantagem após Theon Greyjoy tomar posse de Winterfell. Robb Stark, traído por seu amigo Theon, decide portanto marchar e reconquistar o Norte, mas acaba caindo em uma armadilha arquitetada por Tywin Lannister, pai da Rainha Cersei. O cruel Rei Joffrey Baratheon também conquista uma grande vitória ao garantir uma aliança com a Casa Tyrell, após derrotar seu tio Stannis. Agora, Joffrey comanda os maiores exércitos do reino e seu triunfo parece ser inevitável. Enquanto isso, no outro lado do Mar Estreito, Daenerys autoproclama-se rainha e adquire um grande exército de soldados chamados de Imaculados para ajudá-la a conquistar Westeros.

### 4ª temporada (2014)
Enquanto a Casa Stark está à beira da extinção — ou, pelo menos é o que o reino em geral acredita —, quatro filhos de Ned lutam para sobreviver. Sansa Stark continua sendo refém do Trono de Ferro e é forçada a se casar com Tyrion; enquanto Rickon Stark procura a segurança da Última Lareira e da ferozmente leal Casa Umber. Bran Stark e seus companheiros, Hodor, Jojen e Meera Reed, atravessam a Muralha perseguindo uma visão; enquanto Arya Stark, que perdeu tudo, foge para o continente de Essos a fim de voltar para se vingar. A Casa Lannister e a Casa Tyrell decidem se tornar invencíveis através do casamento entre Rei Joffrey e Margaery Tyrell, mas nem tudo sai como o esperado para os Lannisters e Joffrey sofre consequências. Daenerys abole a escravidão em Essos, mas seus dragões lhe causam grandes problemas fazendo-a tomar decisões difíceis.

### 5ª temporada (2015)
A Guerra dos Cinco Reis, que se acreditava estar chegando ao fim, entra em uma nova e mais caótica fase. Daenerys Targaryen torna-se cada vez mais poderosa e sua fama não passa despercebida por ninguém em Westeros. Tyrion Lannister foge para Essos e alia-se com Daenerys após ser traído por sua família. Sansa Stark consegue fugir de Porto Real e é forçada a se casar com o novo usurpador de Winterfell, Ramsay Bolton. Na disputa direta pelo governo, Cersei e a Rainha Margaery disputam para ter influência sobre o novo rei, Tommen Baratheon. Cersei se alia ao sacerdote Alto Pardal para afastar a Casa Tyrell da corte. Jon Snow — filho bastardo de Ned Stark — tem a difícil missão de unir seus companheiros da Patrulha da Noite com os Selvagens — povo nômade que mora para-lá-da-muralha — para enfrentar ameaças vindas do extremo Norte.

### 6ª temporada (2016)
No Norte, Sansa Stark e Theon Greyjoy conseguem escapar de Winterfell, que está sob a cruel liderança de Ramsay Bolton. Bran Stark se torna O Corvo de Três Olhos, e como vidente ele tem visões sombrias do passado e futuro de Westeros. Jon Snow ganha o respeito de seus colegas da Patrulha da Noite e consegue uma aliança com os Selvagens, que juntos decidem recuperar Winterfell. Em Porto Real, a Casa Tyrell consegue minar o poder de Cersei Lannister após ela ser traída e humilhada pelo Alto Pardal, porém, a rainha consegue grandes êxitos. Em Essos, a Rainha Daenerys consegue garantir mais combatentes e aliados para sua guerra, enquanto Arya Stark conclui seu treinamento de guerreira e volta para Westeros, dando início a sua vingança.

### 7ª temporada (2017)
A tensão sobre quem irá ficar com o Trono de Ferro aumenta. Daenerys finalmente consegue chegar em Westeros, ocupar Pedra do Dragão — ilha ancestral dos Targaryen —, e iniciar os combates iniciais contra os exércitos de Cersei Lannister. Cersei ganha vantagem ao se aliar com o autoproclamado rei das Ilhas de Ferro, Euron Greyjoy, e sua Frota de Ferro. As irmãs Arya e Sansa Stark se reencontram em Winterfell, e precisam superar armadilhas de cunho político para se manter unidas. À procura de um minério que pode ajudar no combate contra os Caminhantes Brancos — criaturas místicas que querem dominar Westeros —, Jon Snow vai ao encontro de Daenerys em Pedra do Dragão. Ela é convencida por Jon sobre as criaturas e chega a conhecer a crueldade do Rei da Noite, que não mede esforços para dominar os Sete Reinos.

### 8ª temporada (2019)
O Rei da Noite, ao lado de seu exército de Caminhantes Brancos, atravessam a Muralha e marcham a fim de exterminar todos os humanos. Daenerys chega em Winterfell com seu exército ao lado de Jon Snow, e Cersei recebe os mercenários da Companhia Dourada em Porto Real. Arya e Bran se reencontram com Jon, enquanto Samwell Tarly revela para Jon seu verdadeiro parentesco como herdeiro do trono. O desentendimento entre Daenerys e Jon pela coroa se torna evidente; no entanto, para que possam conquistar o Trono de Ferro, os dois se unem com o objetivo de derrotar o Rei da Noite e, posteriormente, Cersei, e assim decidir o destino dos Sete Reinos.

## Elenco e personagens
A lista abaixo contém os atores que foram creditados na sequência de abertura como principais da série. A lista também inclui o ator que é creditado como "também estrelando" após a abertura. Atores que são apenas recorrentes e convidados são listados nas páginas individuais das temporadas.
| Ator                   | Personagem                   | Temporadas   | Temporadas | Temporadas | Temporadas | Temporadas | Temporadas | Temporadas   | Temporadas |
| Ator                   | Personagem                   | 1            | 2          | 3          | 4          | 5          | 6          | 7            | 8          |
| ---------------------- | ---------------------------- | ------------ | ---------- | ---------- | ---------- | ---------- | ---------- | ------------ | ---------- |
| Sean Bean              | Eddard "Ned" Stark           | Principal    |            |            |            |            | Recorrente | Participação |            |
| Mark Addy              | Robert Baratheon             | Principal    |            |            |            |            |            |              |            |
| Nikolaj Coster-Waldau  | Jaime Lannister              | Principal    | Principal  | Principal  | Principal  | Principal  | Principal  | Principal    | Principal  |
| Michelle Fairley       | Catelyn Stark                | Principal    | Principal  | Principal  |            |            |            |              |            |
| Lena Headey            | Cersei Lannister             | Principal    | Principal  | Principal  | Principal  | Principal  | Principal  | Principal    | Principal  |
| Emilia Clarke          | Daenerys Targaryen           | Principal    | Principal  | Principal  | Principal  | Principal  | Principal  | Principal    | Principal  |
| Iain Glen              | Jorah Mormont                | Principal    | Principal  | Principal  | Principal  | Principal  | Principal  | Principal    | Principal  |
| Harry Lloyd            | Viserys Targaryen            | Principal    |            |            |            |            |            |              |            |
| Kit Harington          | Jon Snow                     | Principal    | Principal  | Principal  | Principal  | Principal  | Principal  | Principal    | Principal  |
| Sophie Turner          | Sansa Stark                  | Principal    | Principal  | Principal  | Principal  | Principal  | Principal  | Principal    | Principal  |
| Maisie Williams        | Arya Stark                   | Principal    | Principal  | Principal  | Principal  | Principal  | Principal  | Principal    | Principal  |
| Richard Madden         | Robb Stark                   | Principal    | Principal  | Principal  |            |            |            |              |            |
| Alfie Allen            | Theon Greyjoy                | Principal    | Principal  | Principal  | Principal  | Principal  | Principal  | Principal    | Principal  |
| Isaac Hempstead Wright | Bran Stark                   | Principal    | Principal  | Principal  | Principal  |            | Principal  | Principal    | Principal  |
| Jack Gleeson           | Joffrey Baratheon            | Principal    | Principal  | Principal  | Principal  |            |            |              |            |
| Rory McCann            | Sandor "Cão de Caça" Clegane | Principal    | Principal  | Principal  | Principal  |            | Principal  | Principal    | Principal  |
| Peter Dinklage         | Tyrion Lannister             | Principal    | Principal  | Principal  | Principal  | Principal  | Principal  | Principal    | Principal  |
| Jason Momoa            | Khal Drogo                   | Principal    | Principal  |            |            |            |            |              |            |
| Aidan Gillen           | Petyr "Mindinho" Baelish     | Principal    | Principal  | Principal  | Principal  | Principal  | Principal  | Principal    |            |
| Liam Cunningham        | Davos Seaworth               |              | Principal  | Principal  | Principal  | Principal  | Principal  | Principal    | Principal  |
| John Bradley           | Samwell Tarly                | Recorrente   | Principal  | Principal  | Principal  | Principal  | Principal  | Principal    | Principal  |
| Stephen Dillane        | Stannis Baratheon            |              | Principal  | Principal  | Principal  | Principal  |            |              |            |
| Carice van Houten      | Melisandre                   |              | Principal  | Principal  | Principal  | Principal  | Principal  | Principal    | Principal  |
| James Cosmo            | Jeor Mormont                 | Recorrente   | Principal  | Principal  |            |            |            |              |            |
| Jerome Flynn           | Bronn                        | Recorrente   | Principal  | Principal  | Principal  | Principal  | Principal  | Principal    | Principal  |
| Conleth Hill           | Varys                        | Recorrente   | Principal  | Principal  | Principal  | Principal  | Principal  | Principal    | Principal  |
| Sibel Kekilli          | Shae                         | Recorrente   | Principal  | Principal  | Principal  |            |            |              |            |
| Natalie Dormer         | Margaery Tyrell              |              | Principal  | Principal  | Principal  | Principal  | Principal  |              |            |
| Charles Dance          | Tywin Lannister              | Recorrente   | Principal  | Principal  | Principal  | Principal  |            |              |            |
| Oona Chaplin           | Talisa Maegyr                |              | Recorrente | Principal  |            |            |            |              |            |
| Rose Leslie            | Ygritte                      |              | Recorrente | Principal  | Principal  |            |            |              |            |
| Joe Dempsie            | Gendry                       | Recorrente   | Recorrente | Principal  |            |            |            | Principal    | Principal  |
| Kristofer Hivju        | Tormund Giantsbane           |              |            | Recorrente | Principal  | Principal  | Principal  | Principal    | Principal  |
| Gwendoline Christie    | Brienne de Tarth             |              | Recorrente | Recorrente | Principal  | Principal  | Principal  | Principal    | Principal  |
| Iwan Rheon             | Ramsay Bolton                |              |            | Recorrente | Principal  | Principal  | Principal  |              |            |
| Hannah Murray          | Gilly                        |              | Recorrente | Recorrente | Principal  | Principal  | Principal  | Principal    | Principal  |
| Michiel Huisman        | Daario Naharis               |              |            | Recorrente | Recorrente | Principal  | Principal  |              |            |
| Nathalie Emmanuel      | Missandei                    |              |            | Recorrente | Recorrente | Principal  | Principal  | Principal    | Principal  |
| Indira Varma           | Ellaria Sand                 |              |            |            | Recorrente | Principal  | Principal  | Principal    |            |
| Dean-Charles Chapman   | Tommen Baratheon             | Recorrente   | Recorrente |            | Recorrente | Principal  | Principal  |              |            |
| Tom Wlaschiha          | Jaqen H'ghar                 | Participação | Recorrente |            |            | Principal  | Principal  |              |            |
| Michael McElhatton     | Roose Bolton                 |              | Recorrente | Recorrente | Recorrente | Principal  | Principal  |              |            |
| Jonathan Pryce         | Alto Pardal                  |              |            |            |            | Recorrente | Principal  |              |            |
| Jacob Anderson         | Verme Cinzento               |              |            | Recorrente | Recorrente | Recorrente | Recorrente | Recorrente   | Principal  |

## Episódios
| Temporada | Temporada | Episódios | Episódios | Originalmente exibido | Originalmente exibido |
| Temporada | Temporada | Episódios | Episódios | Estreia da temporada  | Final da temporada    |
| --------- | --------- | --------- | --------- | --------------------- | --------------------- |
|           | 1         | 10        | 10        | 17 de abril de 2011   | 19 de junho de 2011   |
|           | 2         | 10        | 10        | 1 de abril de 2012    | 3 de junho de 2012    |
|           | 3         | 10        | 10        | 31 de março de 2013   | 9 de junho de 2013    |
|           | 4         | 10        | 10        | 6 de abril de 2014    | 15 de junho de 2014   |
|           | 5         | 10        | 10        | 12 de abril de 2015   | 14 de junho de 2015   |
|           | 6         | 10        | 10        | 24 de abril de 2016   | 26 de junho de 2016   |
|           | 7         | 7         | 7         | 16 de julho de 2017   | 27 de agosto de 2017  |
|           | 8         | 6         | 6         | 14 de abril de 2019   | 19 de maio de 2019    |

## Produção

### Antecedentes e desenvolvimento

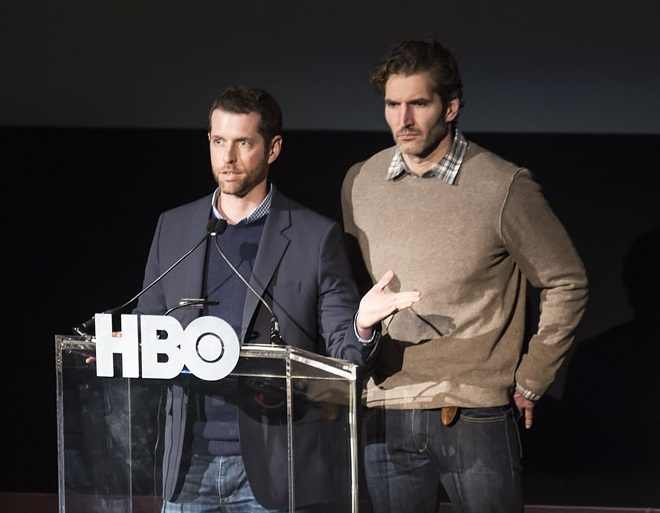
Os showrunners, D. B. Weiss e David Benioff, criaram a série e escreveram a maioria dos episódios, também dirigindo vários deles.

Em janeiro de 2006, David Benioff revelou que desde pequeno se considerava fã de ficção fantástica, e puxou conversa por telefone com o representante de Martin para expressar seu interesse em adaptar a série, embora tenha revelado que não a havia lido até aquele ponto. O representante então lhe enviou cópias dos quatro livros publicados até aquela época. Assim que terminou a leitura dos livros, Benioff contatou D. B. Weiss para sugerir uma adaptação para a televisão. Após uma reunião de cinco horas com Martin em um restaurante no Santa Monica Boulevard para discutir sua proposta e compartilhar ideias sobre As Crónicas de Gelo e Fogo - que incluiu a análise de uma hipótese sobre a identidade da mãe de Jon Snow - Benioff e Weiss obtiveram permissão para a adaptarem para uma série.
Naquela época, a televisão a cabo estava passando por uma evolução no conteúdo de seus programas e séries, e particularmente a HBO com produções como The Sopranos e Six Feet Under, havia demonstrado sua capacidade de criar “programação original, sofisticada e adulta sem as restrições das redes de televisão tradicionais". Desde o início, a proposta de Benioff e Weiss estipulava que a adaptação seria produzida pela HBO. Em março de 2006, logo após a reunião com Martin, Benioff e Weiss chegaram a um acordo com Carolyn Strauss, presidente da HBO naquela época. Embora a princípio o canal tenha suspeitado que o tema de A Song Ice and Fire não era algo de programação normal, adquiriram os direitos de adaptação do material, iniciando formalmente a produção de Game of Thrones em janeiro de 2007, com Benioff, Weiss e Martin atuando como produtores executivos e roteiristas.
O desenvolvimento da série começou em janeiro de 2007. Inicialmente, foi planejado que David Benioff e D. B. Weiss escreveriam todos os episódios, com exceção de um, por temporada, que o autor dos livros e co-produtor executivo George R. R. Martin iria escrever. Entretanto, Jane Espenson e Bryan Cogman foram adicionados ao time de roteiristas, onde cada um escreveu um episódio da primeira temporada.
"The Sopranos na Terra Média" foi a tagline para a série, que Benioff sugeriu por brincadeira, referindo-se ao conteúdo sombrio de intriga e o cenário de fantasia. A fantasia é descrita como incidental da série, com o presidente de programação da HBO, Michael Lombardo, achando a história atraente ao invés de mágica e exótica, apesar da nova política de desenvolvimento do canal de "dar uma chance a programas a que não daríamos chance há cinco anos". Todavia, a HBO contratou o linguista David J. Peterson, da Sociedade de Criação de Língua, para desenvolver a língua dothraki — "possuindo seu som único, vocabulário de mais de 1 800 palavras e estrutura gramatical complexa" — para ser usada na série.
O primeiro e o segundo rascunhos do roteiro do episódio piloto de Benioff e Weiss foram submetidos em agosto de 2007 e junho de 2008, respectivamente. Embora a HBO tenha gostado dos dois rascunhos, um dos dois pilotos não foi encomendado até novembro de 2008, com a greve dos roteiristas dos Estados Unidos, entre 2007 e 2008, possivelmente adiando o processo. O episódio piloto, "Winter Is Coming", foi filmado pela primeira vez em 2009; após uma recepção ruim em uma exibição particular, a HBO exigiu uma extensa mudança (cerca de 90% do episódio, com mudanças no elenco e na direção).

### Conceitos e temática
Os conceitos e elementos mágicos que predominam na série são na forma de dragões, gigantes, videntes, cadáveres reanimados, controle telepático de pessoas e animais e profecias. De acordo com Luke Holland do The Guardian: “as batalhas e os estrondos são a cereja no topo. Você poderia remover completamente todos os elementos fantásticos de Game of Thrones e ainda seria um show irresistível”. Embora vários de seus personagens, eventos e cenários sejam baseados nos primeiros cinco livros de As Crônicas de Gelo e Fogo, eles diferem de várias maneiras em relação à sua fonte. O fundamentalismo é um dos temas presentes, que são inerente às decisões de seus personagens. Para Benioff e Weiss: "Os termos 'herói' e 'vilão' não existem para os nossos escritores. E eu diria isso para George [R. R. Martin] também não está em seus livros. Não existem arcos de redenção bem definidos. Existem pessoas que têm momentos de redenção e momentos de não redenção. Há quem não perceba que está sendo péssimo quando está".
Outros elementos recorrentes são violência, nudez e sexo. Execuções, escravidão, incesto, tortura, estupro, casamentos forçados, violência contra os fracos e as mulheres, espionagem e vigilância, uso militar de crianças, sequestro de crianças e todos os tipos de violência são vistos na série. Mais de uma centena de seus personagens morreram em circunstâncias violentas - feridos com espadas, queimados, decapitados ou envenenados - em sua maioria homens leais aos seus ideais e que nunca traíram ninguém. Por sua vez, as cenas de nudez e violência sexual foram objeto de polêmica por causa de seu uso como uma "distração visual para manter os espectadores interessados".
Certas sequências foram inspiradas em eventos históricos, como a batalha dos bastardos que veio da Batalha de Cannas e da Guerra da Independência Americana. A cena em que Cersei contempla a possibilidade de se envenenar junto com seu filho mais novo é baseada em Magda Goebbels, que realizou esta prática após a morte de Adolf Hitler. Da mesma forma, certos filmes influenciaram a produção das cenas de luta, como Saving Private Ryan (1998), Lawrence of Arabia (1962), Spartacus (1960), El Cid (1961) e Zulu (1964). Também se considera que Game of Thrones assumiu o gênero cinematográfico de "espadas e sandálias" e o tom do filme As Aventuras de Robin Hood (1938), além de se inspirar na literatura renascentista dos séculos XVI e XVII, e tem referências a outros programas e elementos da cultura popular, como Monty Python e o Cálice Sagrado (1975), A espada Glamdring de Gandalf em O Senhor dos Anéis e o filme Dragonslayer (1975). A partir da terceira temporada, a série adotou um estilo narrativo mais visual e cinematográfico.

### Orçamentos
O episódio piloto custou à HBO de US$ 5-10 milhões para produzir, enquanto o orçamento da primeira temporada foi estimado em US$ 50-60 milhões. Na segunda temporada, a série recebeu um aumento de 15% no orçamento para a batalha de "Blackwater" (que tinha um orçamento de US$ 8 milhões). Entre 2012 e 2015, o orçamento médio por episódio aumentou de US$ 6 milhões para "pelo menos" US$ 8 milhões.  O orçamento da sexta temporada foi superior a US$ 10 milhões por episódio, totalizando uma temporada superior a US$ 100 milhões e um recorde de série. Cada um dos episódios da temporada final da série, produzida em 2018, teve um orçamento de pelo menos US$ 15 milhões. A organização governamental britânica Northern Ireland Screen Agency financiou parte da série devido aos benefícios econômicos derivados da atividade turística na Irlanda do Norte - em seus oito anos de produção, arrecadou 15,95 milhões de libras esterlinas, de acordo com os próprios registros da organização.

### Escolha do elenco

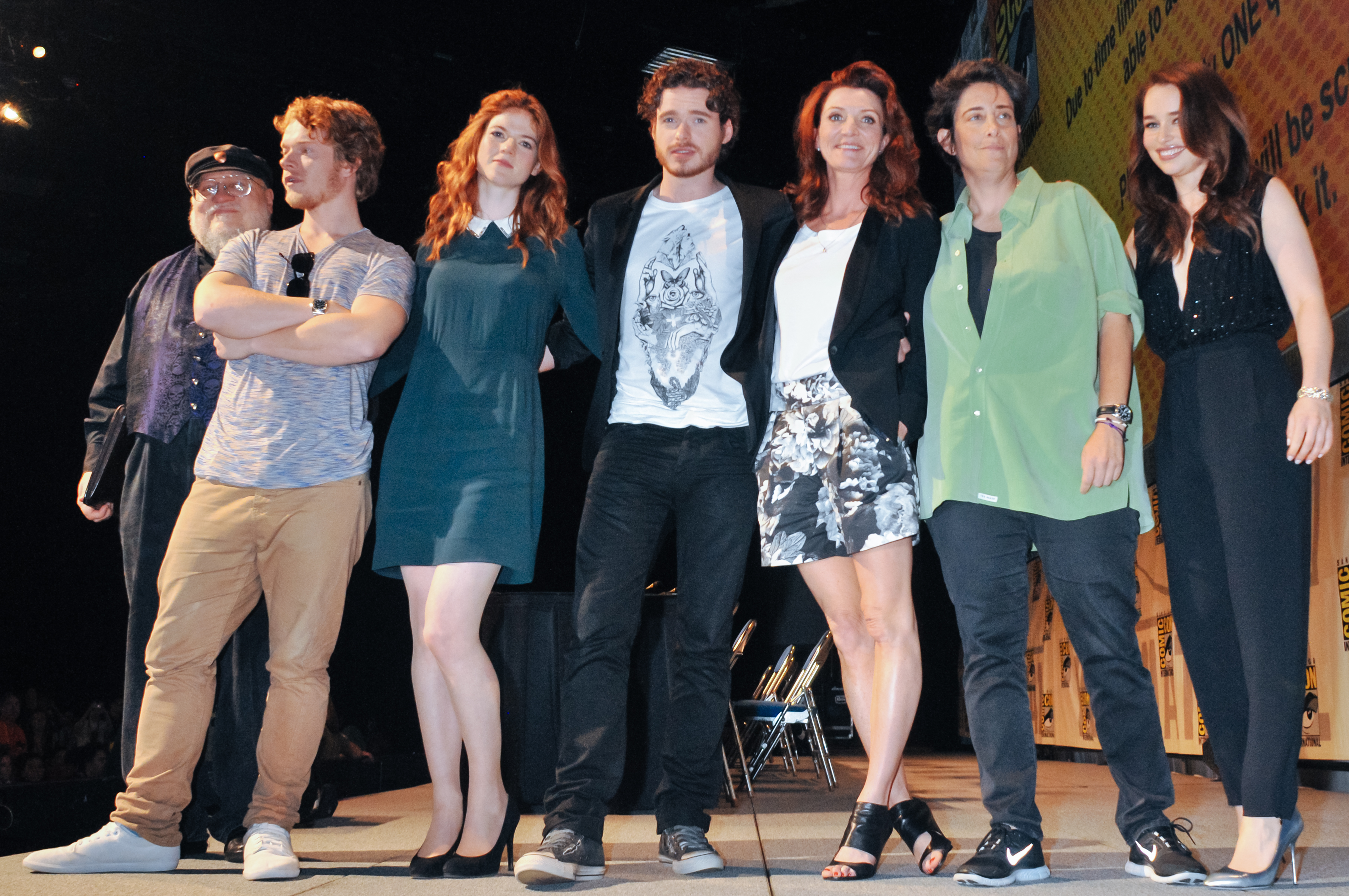
Da esquerda para direita: George R. R. Martin (criador da saga) com Alfie Allen (Theon Greyjoy), Rose Leslie (Ygritte), Richard Madden (Robb Stark), Michelle Fairley (Catelyn Stark), Carolyn Strauss (Presidente da HBO) e Emilia Clarke (Daenerys Targaryen).

Nina Gold e Robert Sterne foram os principais diretores de elenco da série. Através de um processo de audições e leituras, o elenco principal foi montado. As únicas exceções foram Peter Dinklage e Sean Bean, que os escritores queriam desde o início; eles foram anunciados para estarem no piloto em 2009. Outros atores contratados para o piloto foram Kit Harington como Jon Snow, Jack Gleeson como Joffrey Baratheon, Harry Lloyd como Viserys Targaryen e Mark Addy como Robert Baratheon. Addy foi, de acordo com os showrunners Benioff e Weiss, o ator mais fácil de escalar para a série, devido ao seu desempenho na audição. Alguns dos personagens do piloto foram reformulados para a primeira temporada: Catelyn Stark foi inicialmente interpretada por Jennifer Ehle, mas o papel foi reformulado com Michelle Fairley. Daenerys Targaryen também foi reformulada com Emilia Clarke, que substituiu Tamzin Merchant. O restante do elenco da primeira temporada foi preenchido no segundo semestre de 2009.
Embora muitos do elenco tenham retornado após a primeira temporada, os produtores tiveram muitos novos personagens a serem lançados para cada uma das temporadas seguintes. Devido ao grande número de novos personagens, Benioff e Weiss adiaram a introdução de vários personagens-chave na segunda temporada e fundiram vários personagens em uma ou atribuíram funções de enredo a diferentes personagens. Alguns personagens recorrentes foram reformulados ao longo dos anos; por exemplo, Gregor Clegane foi interpretado por três atores diferentes, enquanto Dean-Charles Chapman, que interpretou Tommen Baratheon, também interpretou um personagem Lannister.
Game of Thrones teve um numeroso elenco, sendo considerado o maior elenco da televisão. Durante a produção da terceira temporada, foram 257 nomes no elenco. Em 2014, vários contratos dos atores foram renegociados para incluir a opção de uma sétima temporada, e incluía aumentos de salário que supostamente fizeram do elenco o mais bem pago da televisão a cabo.

### Roteiro

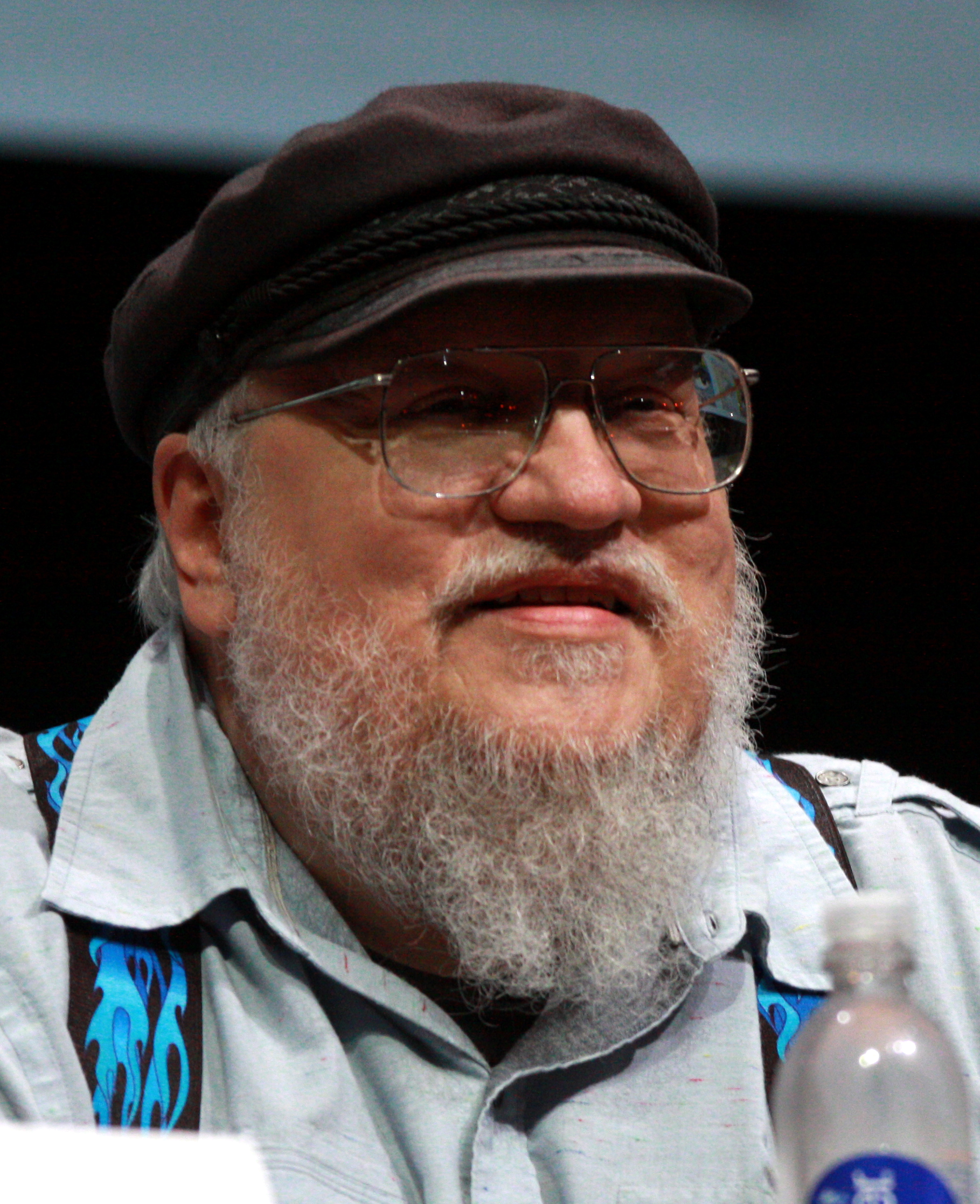
George RR Martin, autor de As Crônicas de Gelo e Fogo, foi co-produtor executivo da série e escreveu um episódio para cada uma das quatro primeiras temporadas.

Game of Thrones teve sete escritores em seis temporadas. Os criadores da série, David Benioff e D. B. Weiss, escreviam a maioria dos episódios a cada temporada. O autor de A Song of Ice and Fire, George R. R. Martin, escreveu um episódio em cada uma das quatro primeiras temporadas. Martin não escreveu um episódio para as temporadas posteriores, pois queria se concentrar em completar o sexto livro (The Winds of Winter).
Jane Espenson co-escreveu um episódio da primeira temporada como escritora iniciante. Bryan Cogman, inicialmente um coordenador de roteiro da série, foi promovido a produtor na quinta temporada. Cogman, que escreveu pelo menos um episódio nas cinco primeiras temporadas, começou a trabalhar na sala dos roteiristas com Benioff e Weiss. Antes de sua promoção, Vanessa Taylor (escritora durante a segunda e terceira temporadas) trabalhou em estreita colaboração com Benioff e Weiss. Dave Hill se juntou à equipe de roteiristas na quinta temporada depois de trabalhar como assistente de Benioff e Weiss. Embora Martin não estivesse na sala dos roteiristas, ele lia o roteiro e fazia comentários.
Benioff e Weiss às vezes atribuíam personagens a escritores específicos; por exemplo, Cogman foi designado para Arya Stark na quarta temporada. Os escritores passavam várias semanas escrevendo um esboço dos personagens, incluindo o material dos livros a usar e os temas gerais. Depois que esses contornos individuais eram concluídos, eles passavam mais duas a três semanas discutindo o arco individual de cada personagem principal e organizando-os episódio por episódio. Um esboço detalhado era criado, com cada um dos escritores trabalhando em uma parte para criar um script para cada episódio. Cogman, que escreveu dois episódios para a quinta temporada, levou um mês e meio para concluir os dois roteiros. Eles são lidos por Benioff e Weiss, que faziam anotações e partes do roteiro eram reescritas. Todos os dez episódios eram escritos antes do início das filmagens, pois são filmados fora de ordem com duas unidades em países diferentes. Benioff e Weiss escreviam cada um de seus episódios juntos, com um deles escrevendo a primeira metade do roteiro e o outro a segunda metade. Depois disso, eles revisavam, para fazer anotações e reescrever as partes dele.

### Direção e filmagens
Todas as temporadas de dez episódios de Game of Thrones tem de quatro a seis diretores, que geralmente dirigem episódios consecutivos. Alex Graves, David Nutter e Alan Taylor dirigiram a maioria dos episódios da série, com seis cada um. Daniel Minahan dirigiu cinco episódios, e Michelle MacLaren, Mark Mylod, Jeremy Podeswa, Alik Sakharov e Miguel Sapochnik dirigiram quatro cada um. Brian Kirk dirigiu três episódios durante a primeira temporada, e Tim Van Patten dirigiu os dois primeiros episódios da série. Neil Marshall dirigiu dois episódios, ambos com grandes cenas de batalha: "Blackwater" e "The Watchers on the Wall". Outros diretores foram Jack Bender, David Petrarca, Daniel Sackheim e Michael Slovis. Matt Shakman dirigiu dois episódios na sétima temporada. David Benioff e D. B. Weiss também dirigiram um episódio cada um. As filmagens da primeira temporada aconteceram entre julho e dezembro de 2010, principalmente na Irlanda do Norte e em Malta. O Paint Hall Studios em Belfast foi usado para gravar as tomadas internas, enquanto para as externas a equipe construiu cenários nas montanhas Mourne, no Castelo Ward e em Magheramorne para representar a cidade Dothraki Vaes Dothrak, Winterfell e o Castelo Negro, respectivamente.
Em território maltês, a equipe mudou-se para locais como Mdina, Fort Manoel e a Janela Azul, para serem a cidade de Porto Real, o Septo de Baelor e o local do casamento Dothraki, respectivamente. Para a segunda temporada, a produção decidiu se mudar para Croácia e usar os muros de Dubrovnik e Lovrijenac para serem Porto Real e a Fortaleza Vermelha, respectivamente. Outros locais que foram marcados para as gravações para a cidade de Qarth incluem Lokrum, o Mosteiro de São Domingos em Trogir e o Palácio do Reitor em Dubrovnik. As filmagens também foram realizadas na Islândia para encenar as várias sequências em que os territórios aparecem além da Muralha, em locais como as geleiras Vatnajökull e Mýrdalsjökull, Akureyri e os arredores do Lago Myvatn. Alguns outros locais usados para registrar os exteriores das temporadas seguintes incluem o Trsteno Arboretum na Croácia para ser o Jardim dos Tyrell; Essaouira no Marrocos para ser Essos.
O porto de Ballintoy na Irlanda do Norte serviu para ser Lordsport; Þingvellir na Islândia para ser a cena do confronto entre Brienne e Sandor Clegane; e as cidades espanholas de Sevilha, Córdova e Cáceres para ser Dorne e Porto Real. Certas cenas envolvendo o uso de animais tiveram que ser filmadas em estúdios nos Estados Unidos e Canadá, devido a restrições à circulação internacional de animais. A quinta temporada acrescentou Sevilha, na Espanha, que foi usada para filmar as cenas de Dorne. A sexta temporada, que começou a ser filmada em julho de 2015, voltou para a Espanha e foi filmada em Girona e Peníscola.
A produção da sétima temporada retornou novamente para a Espanha, filmando em Sevilha, Cáceres, Almodóvar del Río, Santiponce, Zumaia e Bermeo. As filmagens da sétima temporada começaram em 31 de agosto de 2016 no Titanic Studios, em Belfast, no Reino Unido, com trabalhos de localização para serem realizados na Islândia, na Irlanda do Norte, e em vários locais na Espanha. As filmagens continuaram até o final de fevereiro de 2017, conforme necessário, para garantir o clima de inverno em alguns locais da Europa.

### Figurinos e maquiagem
As designers Michele Clapton e April Ferry foram quem desenharam as fantasias para Game of Thrones, as inspirações vieram de várias fontes e ocasionalmente se desviaram das descrições dos livros, pois 'às vezes [essas fantasias] não podem ser traduzidas adequadamente para a exibição". Por exemplo, Armaduras japonesas e persas, roupas beduínas e peles de animais semelhantes aos inuítes influenciaram as roupas dos dothraki e dos selvagens, enquanto os vestidos de decote projetados por Alexander McQueen inspiraram o guarda-roupa de Margaery Tyrell.

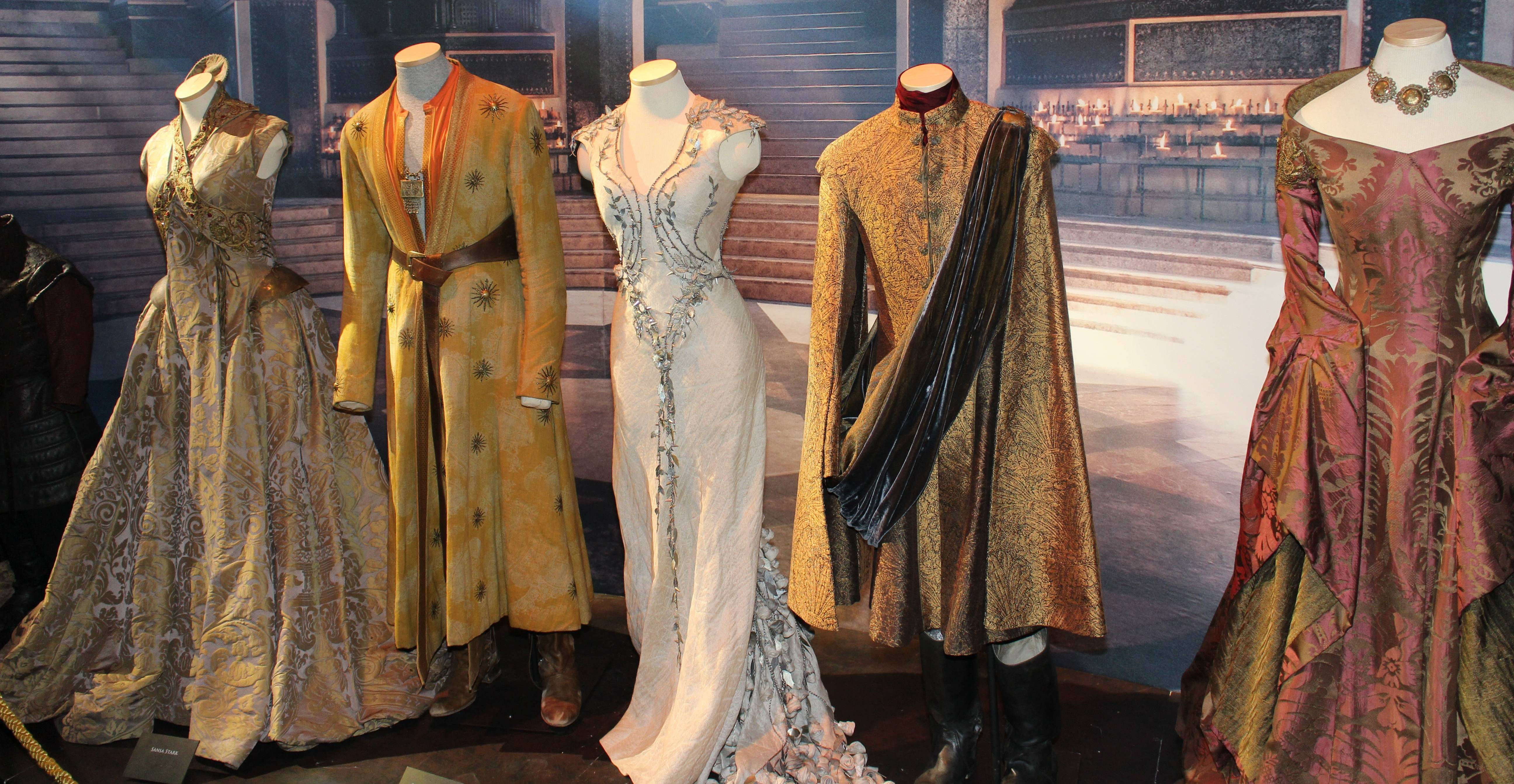
Os vestidos usados na corte real, em Porto Real, indicam a riqueza e o status dos personagens que os usam

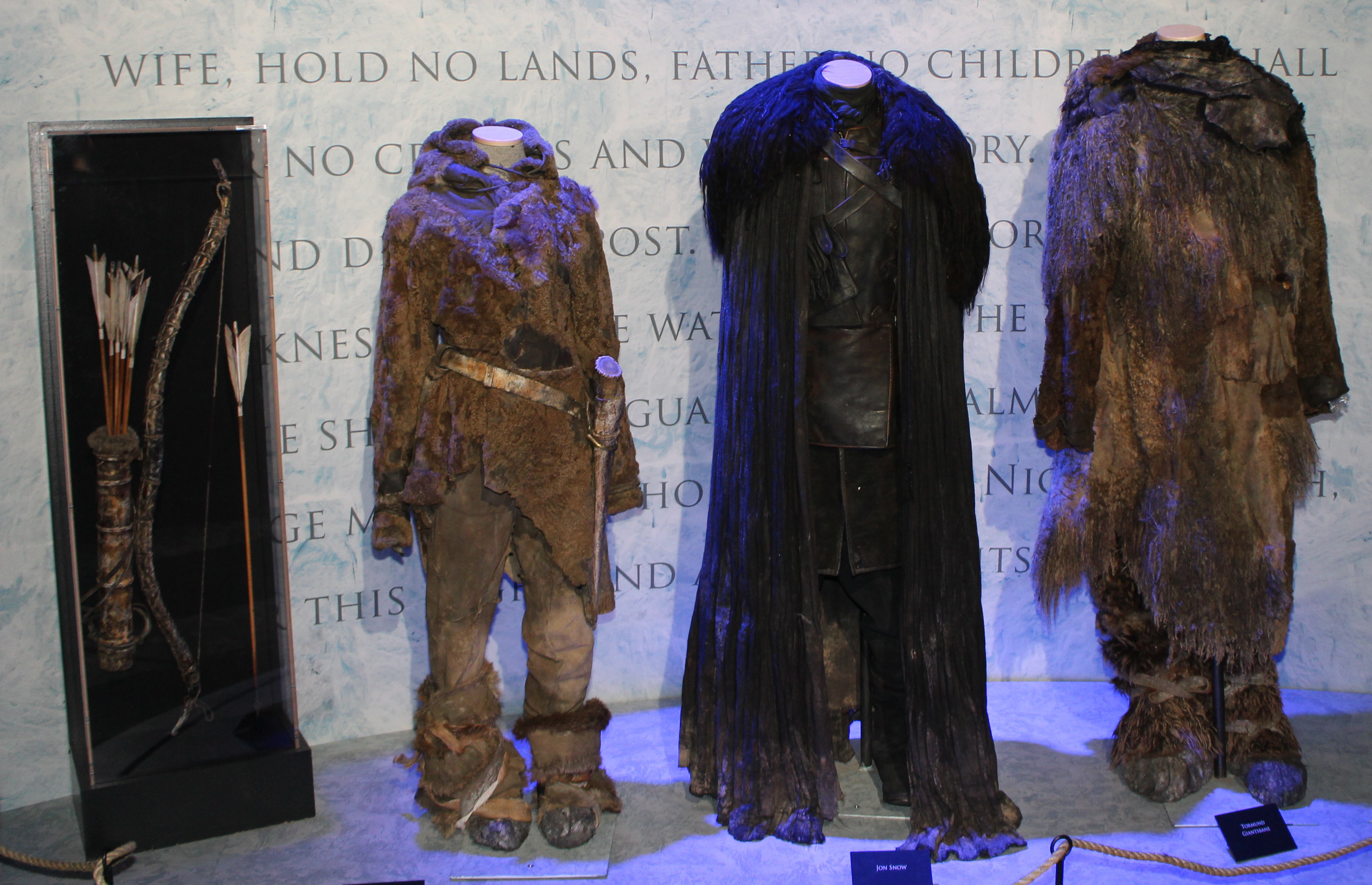
Os trajes de Ygritte, Jon Snow e Tormund Giantsbane refletem o clima severo onde eles são usados

Uma prática comum era usar o traje por um casal semanas antes das filmagens, contanto que parecesse enrugado e oferecesse mais realismo ao espectador. O designer Kevin Alexander contou com artistas pré-rafaelitas e obras de pintores como John William Waterhouse e Dante Gabriel Rossetti para fazer as perucas. Em total, cerca de duas dúzias de perucas com cabelos importados da Índia, Europa e Rússia. No caso de Clark - a intérprete de Daenerys - demorava até duas horas por sessão para colocar e consertar sua peruca loira trançada. Em outros casos, atores como Gleeson e Turner - Joffrey e Sansa - pintavam o cabelo. Semelhante ao trabalho de maquiagem, buscou-se que a vestimenta de cada personagem sofresse mudanças gradativas ao longo da série, de forma a refletir a evolução do personagem. Por exemplo, em "Beyond the Wall" - um episódio da sétima temporada - Daenerys usa um casaco feito de tiras de couro sintético, enquanto na última temporada sua roupa inclui elementos vermelhos que fazem alusão ao brasão Targaryen. Ao mesmo tempo, nas últimas temporadas Sansa usa roupas com pelos grossos e cores escuras; Na opinião de Clapton: "Ela aprendeu com aqueles que foram cruéis com ela, então quando ela retornar a Winterfell na sexta temporada, ela já está no controle [...] [Com suas roupas ela insinua que] Ela está se protegendo fechando-se do mundo exterior... Ela também queria mostrar que ela é uma guerreira em seu próprio direito. Eu queria evocar força".
Paul Engelen, Melissa Lackersteen, Conor O'Sullivan e Rob Trenton estavam encarregados do trabalho de maquiagem do elenco, bem como do design de próteses e moldes nas três primeiras temporadas. Pelo restante da série, a responsabilidade recaiu sobre Jane Walker, Ann McEwan e Barrie e Sarah Gower. Em geral, as próteses e outros acessórios de maquiagem tiveram que ser transferidos de Londres - onde foram construídas - para o local das filmagens. Em alguns casos, a análise forense foi necessária para produzir efeitos realistas com cosméticos. Foi o caso da sequência em que Oberyn Martell morre, para a qual foram confeccionados três moldes da cabeça do ator Pedro Pascal recobertos com borracha de silicone e que incluíam bolsas de água com tinta para parecer sangue, além de tiras de látex e silicone para representar o cérebro. A produção desses tipos de efeitos costumava se alternar com o trabalho da equipe de efeitos visuais. Para a equipe de maquiagem, a forma como "as viagens emocionais de cada personagem impactavam sua aparência" era importante, e na opinião de Lackersteen: "Você tem que fazer do jeito certo [a maquiagem], sem deixar com cara de cansada e horrível. [Trata-se de criar] uma aparência vulnerável”. Quanto aos Caminhantes Brancos e Os Outros, sua aparência inicialmente veio dos zumbis da série de televisão The Walking Dead.

### Efeitos visuais
Para o grande número de efeitos visuais usados na série, a HBO contratou a empresa britânica BlueBolt e a irlandesa Screen Scene para a primeira temporada. A maioria das compilações de ambiente foram feitas como projeções 2.5D, dando aos visualizadores uma perspectiva, ao mesmo tempo que evita que a programação seja opressiva. Em 2011, o episódio final da primeira temporada, "Fire and Blood", foi nomeado para o Primetime Emmy Award de Excelentes Efeitos Visuais Especiais. A equipe de efeitos visuais consistia em supervisores no set e artistas conceituais, juntamente com editores de efeitos visuais na pós-produção.
Como os efeitos se tornaram mais complexos nas temporadas subsequentes (incluindo criaturas em CGI, fogo e água), a Pixomondo, com sede na Alemanha, se tornou a principal produtora de efeitos visuais; nove de suas doze instalações contribuíram para o projeto da segunda temporada, com Stuttgart como o estúdio principal. As cenas também foram produzidas pela empresa britânica Peanut FX, pela canadense Spin VFX e pela Gradient Effects dos Estados Unidos. "Valar Morghulis" e "Valar Dohaeris" receberam os prêmios Pixomondo Primetime Emmy de efeitos visuais especiais excepcionais em 2012 e 2013, respectivamente.
A HBO adicionou o Mackevision, com sede na Alemanha, ao projeto na quarta temporada. O final da quarta temporada, "The Children", ganhou o Emmy Award de 2014 para efeitos visuais. Produtores adicionais para a quarta temporada incluíram Rodeo FX com sede no Canadá, Scanline VFX com sede na Alemanha e BAKED FX com sede nos EUA. Os movimentos dos músculos e das asas dos dragões adolescentes nas temporadas quatro e cinco eram baseados principalmente nos de uma galinha. Pixomondo manteve uma equipe de 22 a 30 pessoas focadas exclusivamente na visualização dos dragões de Daenerys Targaryen, com o tempo médio de produção por temporada de 20 a 22 semanas. Para a quinta temporada, a HBO adicionou Image Engine, com sede no Canadá, e Crazy Horse Effects, com sede nos Estados Unidos, à sua lista de principais produtores de efeitos visuais. O supervisor de efeitos visuais Joe Bauer disse que a equipe VFX trabalhou em mais de "10 000 fotos de efeitos visuais" ao longo de todas as oito temporadas. Mais de 300 artistas trabalharam na equipe de efeitos visuais do programa. O show ganhou oito Creative Arts Emmy Awards para efeitos visuais, vencendo em Excelentes Efeitos Visuais Especiais em sete temporadas consecutivas.

### Som e música
Incomum para uma série de televisão, a equipe de som recebe um corte brusco da temporada completa e a aborda como um filme de dez horas. Embora a primeira e a segunda temporada tivessem equipes de som diferentes, uma equipe ficou responsável pelo som desde então. Para os sons de sangue e violência da série, a equipe muitas vezes usa uma camurça. Para os rugidos dos dragões, sons de tartarugas acasalando, golfinhos, focas, leões e pássaros foram usados.

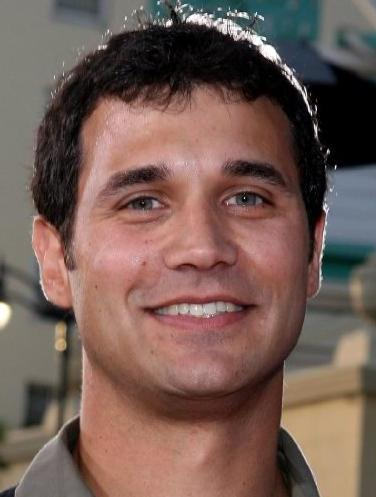
O músico Ramin Djawadi compôs as trilhas sonoras da série

A música para a série é composta por Ramin Djawadi. A trilha sonora da primeira temporada, que foi escrita há cerca de dez semanas antes da estreia da série, foi publicada pela gravadora Varèse Sarabande, em junho de 2011. Os álbuns das trilhas sonoras das temporadas seguintes foram lançadas, com faixas das bandas The National, The Hold Steady e Sigur Rós. Ramin Djawadi compôs temas para cada uma das casas principais da série, e também para alguns dos personagens principais. Os temas podem evoluir ao longo do tempo, como o tema de Daenerys Targaryen, que começou pequeno, e então, se tornou mais poderoso após cada temporada. Inicialmente, seu tema começou com um único instrumento, um violoncelo, e, mais tarde, Ramin Djawadi incorporou mais instrumentos a ele.

### Abertura
A abertura da série foi criada pelo estúdio de produção Elastic para a HBO. O diretor de criação, Angus Wall, e seus colaboradores receberam o prêmio Primetime Emmy Award, em 2011, na categoria Projeto de Título Principal pela abertura, que retrata um mapa tridimensional do mundo fictício da série. O mapa é projetado no interior de uma esfera, que é centralmente iluminada por um pequeno sol em uma esfera armilar. À medida que a câmera se move pelo mapa, focando nos locais dos eventos do episódio, os mecanismos da máquina se entrelaçam e permitem que prédios e outras estruturas surjam do mapa. Acompanhados pela música de abertura, os nomes do elenco principal e da equipe criativa aparecem. A abertura termina depois de cerca de 90 segundos, com o logotipo e breves créditos de abertura que indicam o(s) escritor(es) e diretor(es) do episódio. Sua composição muda à medida que a história avança, com novos locais substituindo aqueles que são menos proeminente ou simplesmente não são.

### Idioma
Os personagens de Westeros, em Game of Thrones, falam inglês britânico, muitas vezes (mas não consistentemente) com o sotaque da região inglesa correspondente à região do personagem em Westeros; Eddard Stark (Guardião do Norte) fala com um sotaque do norte, nativo do ator Sean Bean, e o Lorde do Sul, Tywin Lannister, fala com um sotaque do sul. Os personagens que são de fora de Westeros, muitas vezes, têm um sotaque não-britânico. Embora o inglês seja a língua comum de Westeros, os produtores encarregaram o linguista David J. Peterson na construção de línguas Dothraki e Valirianas, com base nas poucas palavras dos livros; os diálogos Dothraki e Valirianos acompanham legendas frequentemente em inglês. Segundo a BBC, durante a série, estas línguas fictícias foram ouvidas por mais pessoas do que as línguas galesa, irlandesa e gaélica escocesa juntas.

## Recepção

### Resposta da crítica
As primeiras críticas da primeira temporada foram muito positivas, com os críticos notando o quão bem feito era o mundo de Westeros, os personagens convincentes, e dando atenção especial para a força dos atores mais jovens. No agregador Metacritic, a primeira temporada de Game of Thrones obteve uma aprovação de 79/100, baseado em 28 avaliações, indicando "críticas geralmente favoráveis". Tom Goodman, em sua crítica para o The Hollywood Reporter, disse: "em alguns minutos da épica série da HBO, Game of Thrones, fica claro que a expectativa estava certa e que a espera valeu a pena". Mary McNamara do Los Angeles Times escreveu: "...uma grandiosa e trovejante série de intrigas políticas e psicológicas, eriçada com personagens vívidos, cruzadas com enredos tentadores e temperadas com um salpico de fantasia".
A segunda temporada também foi muito bem recebida pela crítica especializada. No Metacritic, a temporada possui uma aprovação de 88/100, baseado em 26 avaliações, indicando "aclamação universal". A Entertainment Weekly elogiou a história "vívida, vital e bem divertida", e o The Hollywood Reporter considerou que a série "provou ser uma das melhores série de televisão", sendo a única o gênero dramaticamente comparável a séries como Mad Men e Breaking Bad. O The New York Times foi a única publicação a dar uma crítica negativa para a temporada, desaprovando a falta de complexidade dos personagens e seu grande número, como também o enredo sinuoso.
A resposta crítica para a terceira temporada também foi positiva. Matt Fowler, da IGN, disse que a série "ainda é maravilhosa", elogiando o desenvolvimento dos personagens. O TV Guide nomeou o penúltimo episódio da temporada "The Rains of Castamere" como o número três em seus 65 melhores episódios do século XXI. A aclamação da crítica continuou na quarta temporada, com Darren Franich da Entertainment Weekly chamando a temporada de "o auge dos poderes de geração de ícones do programa". O The Independent afirmou que o programa se desviou significativamente dos romances, no entanto as "mudanças beneficiaram o programa e condensaram o texto fonte substancial admiravelmente bem". A resposta crítica à quinta temporada foi novamente positiva, no entanto, alguns comentaristas criticaram a agressão sexual no episódio "Unbowed, Unbent, Unbroken". A sexta temporada também recebeu críticas favoráveis. A Time criticou os enredos repetitivos no início da temporada, no entanto, seu revisor elogiou o episódio "Battle of the Bastards" como "um dos melhores da série". Um revisor também observou os temas "mais amigáveis às mulheres" ao longo da temporada, com outro destacando o arco de história de Arya Stark.
As duas últimas temporadas do show, especialmente a oitava temporada, receberam mais críticas. A sétima temporada foi elogiada por suas sequências de ação e personagens centrais focados, mas recebeu críticas por seu ritmo e desenvolvimento da trama que "desafiava a lógica". Escrevendo para a Vox, Emily VanDerWerff citou o afastamento do material de origem como uma razão para a "narrativa circular". A recepção crítica para a oitava temporada foi mista. The Guardian notou os "negócios apressados" da trama que "falhou em fazer justiça a seus personagens ou atores". Escrevendo para o The Hollywood Reporter, Maureen Ryan condenou o tratamento redutor da temporada às mulheres, e "decisões estabelecidas e executadas com pouca ou nenhuma previsão ou consideração", declarando o penúltimo episódio como "Game of Thrones no seu pior". A reação dos fãs foi geralmente negativa para a temporada final. Uma petição no Change.org iniciada por fãs solicitou que a temporada final fosse refeita com diferentes escritores. Casey Bloys, presidente de programação da HBO, disse em um evento da Television Critics Association "a petição mostra muito entusiasmo e paixão pelo programa, mas não foi algo que consideramos seriamente". Apesar das críticas à escrita, a música e os efeitos visuais foram elogiados.
As atuações do elenco foram elogiadas durante todo o show. O retrato "charmoso, moralmente ambíguo e autoconsciente" de Peter Dinklage como Tyrion, lhe rendeu o Emmy e o Globo de Ouro, e foi aclamado. "De muitas maneiras, Game of Thrones pertence a Dinklage", escreveu Mary McNamara do Los Angeles Times antes de Tyrion se tornar a figura central da série na segunda temporada. Vários críticos destacaram performances de atrizes e crianças. O interpretação de Lena Headey na "fascinante" Cersei Lannister também recebeu elogios. Maisie Williams também foi destacada na segunda temporada por trabalhar com o ator veterano Charles Dance (Tywin Lannister). Stephen Dillane recebeu críticas positivas por seu desempenho como Stannis Baratheon, especialmente na quinta temporada, com um crítico observando "Quer você goste de Stannis ou não, você tem que admitir que Stephen Dillane teve um desempenho monumental nesta temporada." A série também foi elogiada pela representação de personagens deficientes físicos. Um comentarista afirmou que Tyrion Lannister é uma "partida do anão arquetípico" freqüentemente encontrado em outras histórias de fantasia como O Senhor dos Anéis.

### Audiência
Graças à considerável antecipação antes de seu lançamento, “Winter is Coming” teve uma audiência de 2,2 milhões de telespectadores na HBO, 236 maior do que o lançamento de True Blood (2008), mas abaixo de Boardwalk Empire (2010), com 1,4 e 4,8 milhões espectadores, respectivamente. O restante da primeira temporada de Game of Thrones manteve uma audiência média semelhante à da estreia, enquanto 3,9 milhões assistiram a "Fire and Blood" - o episódio final da temporada - em sua data de exibição original, levando em consideração será repetido no mesmo dia na HBO. Se forem consideradas as repetições do restante dos episódios daquela temporada, bem como os usuários de DVR e vídeos sob demanda, a audiência média de cada episódio dessa temporada chega a 8,3 milhões de espectadores.
Ao longo da série, os níveis de visualização aumentaram dramaticamente e tornou-se um dos programas de televisão on-demand mais populares na HBO, bem como The Sopranos, bem como um dos "maiores dramas" e o "programa mais falado" na televisão em 2014. ou exemplo, mais de 16 milhões de telespectadores assistiram a "Dragonstone" - o primeiro episódio da sétima temporada - em sua estreia, marcando um marco na história da HBO. Algumas semanas depois, em agosto de 2017, o mesmo episódio teve uma audiência global de 30 milhões de visualizações em todas as plataformas do canal apenas nos Estados Unidos.
A última temporada ultrapassou esse número ao atrair mais de 44 milhões de espectadores por episódio, enquanto o episódio final, "The Iron Throne", teve uma audiência recorde para a HBO de 19,3 milhões de pessoas em suas várias plataformas de transmissão - canal de televisão, HBO Go e HBO Now -, superando assim a marca alcançada pelo primeiro episódio da quarta temporada de The Sopranos, que tiveram uma audiência de 13,4 milhões de telespectadores em setembro de 2002. Da mesma forma, sua popularidade permaneceu em 2018, ano em que nenhum novo episódio foi lançado, de acordo com um relatório da Comcast.14 A partir da sexta temporada, as plataformas digitais da HBO abrangeram 40% da audiência do programa. No Reino Unido e na Austrália, quebrou recordes de audiência em 2016, com médias de 5 e 1,2 milhões de espectadores em todas as plataformas de vídeo de canais pagos. Em termos comerciais, a receita da distribuição de produtos derivados da primeira temporada foi estimada em US$ 25 milhões. Além disso, cerca de 350 000 cópias do DVD dessa mesma temporada foram vendidas em sua primeira semana de distribuição.
O gráfico a seguir indica o número de telespectadores da exibição nos Estados Unidos:
| Temporada | Temporada | Ep. 1 | Ep. 2 | Ep. 3 | Ep. 4 | Ep. 5 | Ep. 6 | Ep. 7 | Ep. 8 | Ep. 9 | Ep. 10 | Audiência |
| --------- | --------- | ----- | ----- | ----- | ----- | ----- | ----- | ----- | ----- | ----- | ------ | --------- |
|           | 1         | 2.22  | 2.20  | 2.44  | 2.45  | 2.58  | 2.44  | 2.40  | 2.72  | 2.66  | 3.04   | 2.52      |
|           | 2         | 3.86  | 3.76  | 3.77  | 3.65  | 3.90  | 3.88  | 3.69  | 3.86  | 3.38  | 4.20   | 3.80      |
|           | 3         | 4.37  | 4.27  | 4.72  | 4.87  | 5.35  | 5.50  | 4.84  | 5.13  | 5.22  | 5.39   | 4.97      |
|           | 4         | 6.64  | 6.31  | 6.59  | 6.95  | 7.16  | 6.40  | 7.20  | 7.17  | 6.95  | 7.09   | 6.84      |
|           | 5         | 8.00  | 6.81  | 6.71  | 6.82  | 6.56  | 6.24  | 5.40  | 7.01  | 7.14  | 8.11   | 6.88      |
|           | 6         | 7.94  | 7.29  | 7.28  | 7.82  | 7.89  | 6.71  | 7.80  | 7.60  | 7.66  | 8.89   | 7.69      |
|           | 7         | 10.11 | 9.27  | 9.25  | 10.17 | 10.72 | 10.24 | 12.07 | N/A   | N/A   | N/A    | 10.26     |
|           | 8         | 11.76 | 10.29 | 12.02 | 11.80 | 12.48 | 13.61 | N/A   | N/A   | N/A   | N/A    | 11.99     |

### Prêmios
Game of Thrones foi indicada a vários prêmios desde que estreou como uma série, com prêmios reconhecendo vários aspectos da série, como direção, roteiro, elenco, efeitos visuais ou qualidade geral. Alguns dos prêmios que favoreceu a série inclui o Globo de Ouro (uma vitória), British Academy Television Awards (uma vitória), Critics' Choice Television Awards (duas vitórias), Screen Actors Guild Awards (nove vitórias), Saturn Awards (seis vitórias), Satellite Awards (três vitórias) e Peabody Award (uma vitória).  Até o momento, Game of Thrones ganhou 272 prêmios de 757 indicações. O programa também detém seis recordes mundiais do Guinness Book of World Records, incluindo "Programa de TV mais pirateado" e "Maior transmissão simultânea de drama de TV".

#### Alguns prêmios e indicações significativos da crítica especializada
| Prêmio                            | Ano  | Categoria                                  | Indicado(s) | Resultado | Ref(s)                  |
| --------------------------------- | ---- | ------------------------------------------ | --- | --------- | ----------------------- |
| Critics' Choice Television Awards | 2011 | Melhor Série de Drama                      | Game of Thrones | Indicada  | [ 197 ]                 |
| Critics' Choice Television Awards | 2012 | Melhor Série de Drama                      | Game of Thrones | Indicada  | [ 198 ]                 |
| Critics' Choice Television Awards | 2012 | Melhor Ator Coadjuvante em Série de Drama  | Peter Dinklage | Indicado  | [ 198 ]                 |
| Critics' Choice Television Awards | 2013 | Melhor Série de Drama                      | Game of Thrones | Indicada  | [ 199 ] [ 200 ]         |
| Critics' Choice Television Awards | 2013 | Melhor Ator Coadjuvante em Série de Drama  | Nikolaj Coster-Waldau | Indicado  | [ 199 ] [ 200 ]         |
| Critics' Choice Television Awards | 2013 | Melhor Atriz Coadjuvante em Série de Drama | Emilia Clarke | Indicada  | [ 199 ] [ 200 ]         |
| Critics' Choice Television Awards | 2013 | Melhor Atriz Convidada em Série de Drama   | Diana Rigg | Indicada  | [ 199 ] [ 200 ]         |
| Critics' Choice Television Awards | 2014 | Melhor Série de Drama                      | Game of Thrones | Indicada  | [ 201 ]                 |
| Critics' Choice Television Awards | 2014 | Melhor Atriz Convidada em Série de Drama   | Diana Rigg | Indicada  | [ 201 ]                 |
| Critics' Choice Television Awards | 2015 | Melhor Série de Drama                      | Game of Thrones | Indicada  | [ 202 ]                 |
| Critics' Choice Television Awards | 2015 | Programa Mais Digno de Nota                | Game of Thrones | Indicada  | [ 202 ]                 |
| Critics' Choice Television Awards | 2016 | Melhor Série de Drama                      | Game of Thrones | Venceu    | [ 203 ] [ 204 ] [ 205 ] |
| Critics' Choice Television Awards | 2016 | Programa Mais Digno de Nota                | Game of Thrones | Indicada  | [ 203 ] [ 204 ] [ 205 ] |
| Critics' Choice Television Awards | 2016 | Melhor Ator Coadjuvante em Série de Drama  | Peter Dinklage | Indicado  | [ 203 ] [ 204 ] [ 205 ] |
| Critics' Choice Television Awards | 2016 | Melhor Ator Coadjuvante em Série de Drama  | Kit Harington | Indicado  | [ 203 ] [ 204 ] [ 205 ] |
| Critics' Choice Television Awards | 2016 | Melhor Atriz Coadjuvante em Série de Drama | Emilia Clarke | Indicada  | [ 203 ] [ 204 ] [ 205 ] |
| Critics' Choice Television Awards | 2016 | Melhor Atriz Coadjuvante em Série de Drama | Lena Headey | Indicada  | [ 203 ] [ 204 ] [ 205 ] |
| Critics' Choice Television Awards | 2018 | Melhor Série de Drama                      | Game of Thrones | Indicada  | [ 206 ]                 |
| Critics' Choice Television Awards | 2018 | Melhor Ator Coadjuvante em Série de Drama  | Peter Dinklage | Indicado  | [ 206 ]                 |
| Critics' Choice Television Awards | 2018 | Melhor Atriz Coadjuvante em Série de Drama | Emilia Clarke | Indicada  | [ 206 ]                 |
| Critics' Choice Television Awards | 2020 | Melhor Série de Drama                      | Game of Thrones | Indicada  | [ 207 ]                 |
| Critics' Choice Television Awards | 2020 | Melhor Ator em Série de Drama              | Kit Harington | Indicado  | [ 207 ]                 |
| Critics' Choice Television Awards | 2020 | Melhor Ator Coadjuvante em Série de Drama  | Peter Dinklage | Indicado  | [ 207 ]                 |
| Critics' Choice Television Awards | 2020 | Melhor Atriz Coadjuvante em Série de Drama | Gwendoline Christie | Indicada  | [ 207 ]                 |
| Golden Globe Awards               | 2012 | Melhor Série de Televisão Dramática        | Game of Thrones | Indicada  | [ 208 ]                 |
| Golden Globe Awards               | 2012 | Melhor Ator Coadjuvante na Televisão       | Peter Dinklage | Venceu    | [ 208 ]                 |
| Golden Globe Awards               | 2015 | Melhor Série de Televisão Dramática        | Game of Thrones | Indicada  | [ 209 ]                 |
| Golden Globe Awards               | 2016 | Melhor Série de Televisão Dramática        | Game of Thrones | Indicada  | [ 210 ]                 |
| Golden Globe Awards               | 2017 | Melhor Série de Televisão Dramática        | Game of Thrones | Indicada  | [ 211 ]                 |
| Golden Globe Awards               | 2017 | Melhor Atriz Coadjuvante na Televisão      | Lena Headey | Indicada  | [ 211 ]                 |
| Golden Globe Awards               | 2018 | Melhor Série de Televisão Dramática        | Game of Thrones | Indicada  | [ 212 ]                 |
| Golden Globe Awards               | 2020 | Melhor Ator em Série Dramática             | Kit Harington | Indicado  | [ 213 ]                 |
| National Television Awards        | 2015 | Programa Multicanal                        | Game of Thrones | Indicada  | [ 214 ]                 |
| National Television Awards        | 2016 | Melhor Programa Internacional              | Game of Thrones | Indicada  | [ 215 ] [ 216 ]         |
| National Television Awards        | 2017 | Melhor Drama                               | Game of Thrones | Indicada  | [ 217 ] [ 218 ]         |
| National Television Awards        | 2018 | Melhor Drama                               | Game of Thrones | Indicada  | [ 219 ]                 |
| Peabody Awards                    | 2011 | Peabody Award                              | Game of Thrones | Indicada  | [ 220 ]                 |
| Poppy Awards                      | 2011 | Melhor Atriz Coadjuvante em Drama          | Emilia Clarke | Venceu    | [ 221 ]                 |
| Poppy Awards                      | 2011 | Melhor Ator em Drama                       | Sean Bean | Indicado  | [ 221 ]                 |
| Poppy Awards                      | 2012 | Melhor Atriz Coadjuvante em Drama          | Lena Headey | Venceu    | [ 222 ]                 |
| Poppy Awards                      | 2013 | Melhor Atriz Coadjuvante em Drama          | Natalie Dormer | Venceu    | [ 223 ]                 |
| Poppy Awards                      | 2014 | Melhor Atriz Coadjuvante em Drama          | Maisie Williams | Venceu    | [ 224 ]                 |
| Poppy Awards                      | 2014 | Melhor Ator Coadjuvante em Drama           | Charles Dance | Indicado  | [ 224 ]                 |
| Poppy Awards                      | 2014 | Melhor Atriz Convidado em Drama            | Pedro Pascal | Venceu    | [ 224 ]                 |
| Poppy Awards                      | 2015 | Melhor Atriz Coadjuvante em Drama          | Maisie Williams | Indicada  | [ 225 ]                 |
| Poppy Awards                      | 2015 | Melhor Atriz Coadjuvante em Drama          | Sophie Turner | Indicada  | [ 225 ]                 |
| Poppy Awards                      | 2016 | Melhor Atriz Coadjuvante em Drama          | Sophie Turner | Venceu    | [ 226 ]                 |
| Scream Awards                     | 2011 | Melhor Programa de TV                      | Game of Thrones | Venceu    | [ 227 ]                 |
| Scream Awards                     | 2011 | Melhor Ator em Fantasia                    | Sean Bean | Indicado  | [ 227 ]                 |
| Scream Awards                     | 2011 | Melhor Atriz em Fantasia                   | Lena Headey | Indicada  | [ 227 ]                 |
| Scream Awards                     | 2011 | Melhor Ator Coadjuvante                    | Peter Dinklage | Venceu    | [ 227 ]                 |
| Scream Awards                     | 2011 | Desempenho de Destaque – Feminino          | Emilia Clarke | Venceu    | [ 227 ]                 |
| Scream Awards                     | 2011 | Melhor Conjunto de Elenco                  | Amrita Acharia, Mark Addy, Alfie Allen, Josef Altin, Sean Bean, Susan Brown, Emilia Clarke, Nikolaj Coster-Waldau, Peter Dinklage, Ron Donachie, Michelle Fairley, Jerome Flynn, Elyes Gabel, Aidan Gillen, Jack Gleeson, Iain Glen, Julian Glover, Kit Harington, Lena Headey, Isaac Hempstead Wright, Conleth Hill, Richard Madden, Jason Momoa, Rory McCann, Ian McElhinney, Luke McEwan, Roxanne McKee, Dar Salim, Mark Stanley, Donald Sumpter, Sophie Turner e Maisie Williams | Indicados | [ 227 ]                 |
| Scream Awards                     | 2011 | Mutilação Mais Memorável                   | "Cabeça coberta de ouro derretido" (de "A Golden Crown") | Indicado  | [ 227 ]                 |
| Scream Awards                     | 2011 | O "Grito" Final                            | Game of Thrones | Indicada  | [ 227 ]                 |

#### Emmy do Primetime

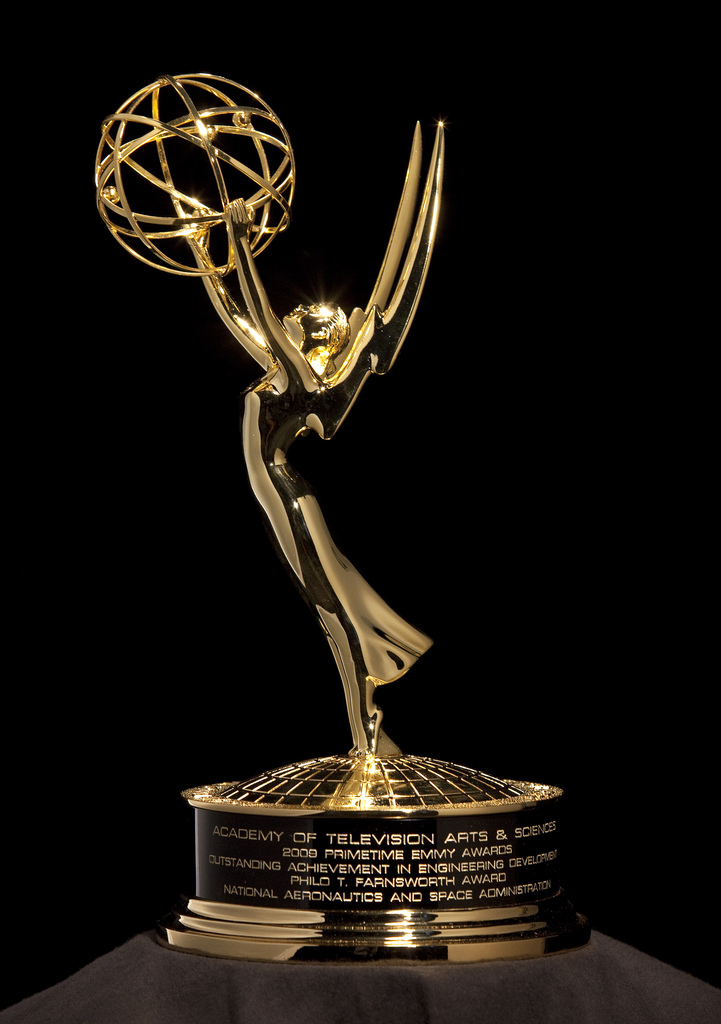
Os prêmios Emmy foram criados em 1949 para reconhecer a excelência na indústria televisiva americana e são concedidos por membros da Academia de Artes e Ciências Televisivas. Atualmente, Game of Thrones é a única série a ter recebido o maior número de indicações, 164 ao todo.

Game of Thrones ganhou 59 de 164 indicações no Emmy. Entre os 12 membros do elenco indicados ao Emmy de atuação, Peter Dinklage detém a distinção de ser o único indicado em todas as oito temporadas, de Melhor Ator Coadjuvante em Série Dramática, por interpretar Tyrion Lannister; Dinklage também detém a distinção de ser o único membro do elenco a ganhar um Emmy de atuação pela série, com vitórias em 2011, 2015, 2018 e 2019.
| Ator/Atriz            | Personagem          | Categoria         | Temporadas | Temporadas | Temporadas | Temporadas | Temporadas | Temporadas | Temporadas | Temporadas |
| Ator/Atriz            | Personagem          | Categoria         | 1          | 2          | 3          | 4          | 5          | 6          | 7          | 8          |
| --------------------- | ------------------- | ----------------- | ---------- | ---------- | ---------- | ---------- | ---------- | ---------- | ---------- | ---------- |
| Peter Dinklage        | Tyrion Lannister    | Ator Coajuvante   | Venceu     | Indicado   | Venceu     | Indicado   | Venceu     | Indicado   | Venceu     | Venceu     |
| Diana Rigg            | Olenna Tyrell       | Atriz Convidada   |            |            | Indicada   | Venceu     | Venceu     |            | Indicada   |            |
| Emilia Clarke         | Daenerys Targaryen  | Atriz Coadjuvante |            |            | Indicada   |            | Indicada   | Indicada   |            |            |
| Emilia Clarke         | Daenerys Targaryen  | Atriz Principal   |            |            |            |            |            |            |            | Indicada   |
| Lena Headey           | Cersei Lannister    | Atriz Coadjuvante |            |            |            | Indicada   | Indicada   | Indicada   | Indicada   | Indicada   |
| Kit Harington         | Jon Snow            | Ator Coadjuvante  |            |            |            |            |            | Indicado   |            |            |
| Kit Harington         | Jon Snow            | Ator Principal    |            |            |            |            |            |            |            | Indicado   |
| Maisie Williams       | Arya Stark          | Atriz Coadjuvante |            |            |            |            |            | Indicada   |            | Indicada   |
| Max von Sydow         | Corvo de Três-Olhos | Ator Convidado    |            |            |            |            |            | Indicado   |            |            |
| Nikolaj Coster-Waldau | Jaime Lannister     | Ator Coadjuvante  |            |            |            |            |            |            | Indicado   | Indicado   |
| Alfie Allen           | Theon Greyjoy       | Ator Coadjuvante  |            |            |            |            |            |            |            | Indicado   |
| Gwendoline Christie   | Brienne de Tarth    | Atriz Coadjuvante |            |            |            |            |            |            |            | Indicada   |
| Sophie Turner         | Sansa Stark         | Atriz Coadjuvante |            |            |            |            |            |            |            | Indicada   |
| Carice van Houten     | Melisandre          | Atriz Convidada   |            |            |            |            |            |            |            | Indicada   |

Os showrunners David Benioff e D. B. Weiss ganharam duas vezes por Melhor Roteiro para Série Dramática. Game of Thrones tem oito indicações para Melhor Série de Televisão Dramática, ganhando quatro, em 2015, 2016, 2018 e 2019. David Nutter e Miguel Sapochnik ganharam como Melhor Direção em Série Dramática. A série, escrita principalmente por Benioff e Weiss, detém os recordes do prêmio Emmy por possuir 59 vitórias de 164 indicações, superando o recorde de 37 vitórias mantidas por Frasier desde 2004.
Em 18 de setembro de 2016, na 68ª edição do Emmy, o principal prêmio da televisão americana, a série foi recordista de indicações, com 23. Game of Thrones ganhou 16 Emmys naquela noite, tornando-se a série mais vencedora da história desta premiação (com 38 estatuetas acumuladas). Em 2019, a temporada final estabeleceu um novo recorde para a maioria das indicações ao Emmy recebidas no mesmo ano por qualquer série regular com 32 indicações, quebrando o recorde de NYPD Blue, que obteve 26 indicações para sua primeira temporada em 1994. Essas nomeações incluíram Melhor Série de Drama, três nomeações para Melhor Direção para Série de Drama, Melhor Roteiro para uma Série de Drama e dez indicações para atuação. Emilia Clarke e Kit Harington foram incluídos nas categorias de atores principais; Alfie Allen, Peter Dinklage, Nikolaj Coster-Waldau, Gwendoline Christie, Lena Headey, Sophie Turner e Maisie Williams nas categorias de atuação de apoio; e Carice van Houten na categoria de ator convidado. A série também empatou o recorde de maior número de vitórias de Série Dramática, tornando-se a quinta série a alcançar quatro vitórias depois de Hill Street Blues, L.A. Law, The West Wing e Mad Men; ao contrário de todos os outros recordistas, que venceram nas quatro primeiras temporadas, Game of Thrones alcançou o recorde com suas quatro temporadas finais. Peter Dinklage quebrou o recorde de mais vitórias de Melhor Ator Coadjuvante na categoria Série Dramática com sua quarta vitória na série.
| \| Prêmio \| Ano \| Categoria \| Indicado(s) \| Resultado \| Ref(s) \| \| ------------------------- \| ---- \| ------------------------------------------------------------------------------------------------------- \| ----------------------------------------------------------------------------------------------------------------------------------------------------------------------------------------------------------------------------------------------- \| --------- \| ------------ \| \| Primetime Emmy Awards \| 2011 \| Melhor Série de Drama \| Vince Gerardis, Frank Doelger, Ralph Vicinanza, Mark Huffam, David Benioff, Carolyn Strauss, George R. R. Martin, Guymon Casady e D. B. Weiss \| Indicados \| [245] [246] \| \| Primetime Emmy Awards \| 2011 \| Melhor Ator Coajuvante em Série de Drama \| Peter Dinklage \| Venceu \| [245] [246] \| \| Primetime Emmy Awards \| 2011 \| Melhor Direção em Série de Drama \| Tim Van Patten (por "Winter Is Coming") \| Indicado \| [245] [246] \| \| Primetime Emmy Awards \| 2011 \| Melhor Roteiro de Série de Drama \| David Benioff e D. B. Weiss (por "Baelor") \| Indicado \| [245] [246] \| \| Primetime Emmy Awards \| 2012 \| Melhor Série de Drama \| David Benioff, D. B. Weiss, Frank Doelger, Carolyn Strauss, George R. R. Martin, Vanessa Taylor, Alan Taylor, Guymon Casady, Vince Gerardis e Bernadette Caulfield \| Indicado \| [247] [248] \| \| Primetime Emmy Awards \| 2012 \| Melhor Ator Coajuvante em Série de Drama \| Peter Dinklage \| Indicado \| [247] [248] \| \| Primetime Emmy Awards \| 2013 \| Melhor Série de Drama \| David Benioff, D. B. Weiss, Carolyn Strauss, Frank Doelger, Bernadette Caulfield, Guymon Casady, Vince Gerardis, George R. R. Martin, Vanessa Taylor, Chris Newman e Greg Spence \| Indicados \| [249] [250] \| \| Primetime Emmy Awards \| 2013 \| Melhor Ator Coajuvante em Série de Drama \| Peter Dinklage \| Indicado \| [249] [250] \| \| Primetime Emmy Awards \| 2013 \| Melhor Atriz Coajuvante em Série de Drama \| Emilia Clarke \| Indicada \| [249] [250] \| \| Primetime Emmy Awards \| 2013 \| Melhor Roteiro de Série de Drama \| David Benioff e D. B. Weiss (por "The Rains of Castamere") \| Indicados \| [249] [250] \| \| Primetime Emmy Awards \| 2014 \| Melhor Série de Drama \| David Benioff, D. B. Weiss, Carolyn Strauss, Frank Doelger, Bernadette Caulfield, Guymon Casady, Vince Gerardis, George R. R. Martin, Chris Newman e Greg Spence \| Indicados \| [251][252] \| \| Primetime Emmy Awards \| 2014 \| Melhor Ator Coajuvante em Série de Drama \| Peter Dinklage \| Indicado \| [251][252] \| \| Primetime Emmy Awards \| 2014 \| Melhor Atriz Coajuvante em Série de Drama \| Lena Headey \| Indicada \| [251][252] \| \| Primetime Emmy Awards \| 2014 \| Melhor Direção em Série de Drama \| Neil Marshall (por "The Watchers on the Wall") \| Indicado \| [251][252] \| \| Primetime Emmy Awards \| 2014 \| Melhor Roteiro de Série de Drama \| David Benioff e D. B. Weiss (por "The Children") \| Indicados \| [251][252] \| \| Primetime Emmy Awards \| 2015 \| Melhor Série de Drama \| David Benioff, D. B. Weiss, Carolyn Strauss, Frank Doelger, Bernadette Caulfield, Guymon Casady, Vince Gerardis, George R. R. Martin, Chris Newman, Greg Spence, Lisa McAtackney e Bryan Cogman \| Venceu \| [253]> [254] \| \| Primetime Emmy Awards \| 2015 \| Melhor Ator Coajuvante em Série de Drama \| Peter Dinklage \| Venceu \| [253]> [254] \| \| Primetime Emmy Awards \| 2015 \| Melhor Atriz Coajuvante em Série de Drama \| Emilia Clarke \| Indicada \| [253]> [254] \| \| Primetime Emmy Awards \| 2015 \| Melhor Atriz Coajuvante em Série de Drama \| Lena Headey \| Indicada \| [253]> [254] \| \| Primetime Emmy Awards \| 2015 \| Melhor Direção em Série de Drama \| David Nutter (por "Mother's Mercy") \| Venceu \| [253]> [254] \| \| Primetime Emmy Awards \| 2015 \| Melhor Direção em Série de Drama \| Jeremy Podeswa (por "Unbowed, Unbent, Unbroken") \| Indicado \| [253]> [254] \| \| Primetime Emmy Awards \| 2015 \| Melhor Roteiro de Série de Drama \| David Benioff e D. B. Weiss (por "Mother's Mercy") \| Venceu \| [253]> [254] \| \| Primetime Emmy Awards \| 2016 \| Melhor Série de Drama \| David Benioff, D. B. Weiss, Carolyn Strauss, Frank Doelger, Bernadette Caulfield, Vince Gerardis, Guymon Casady, George R. R. Martin, Bryan Cogman, Chris Newman, Greg Spence e Lisa McAtackney \| Venceu \| [255] [256] \| \| Primetime Emmy Awards \| 2016 \| Melhor Ator Coajuvante em Série de Drama \| Peter Dinklage \| Indicado \| [255] [256] \| \| Primetime Emmy Awards \| 2016 \| Melhor Ator Coajuvante em Série de Drama \| Kit Harington \| Indicado \| [255] [256] \| \| Primetime Emmy Awards \| 2016 \| Melhor Atriz Coajuvante em Série de Drama \| Emilia Clarke \| Indicada \| [255] [256] \| \| Primetime Emmy Awards \| 2016 \| Melhor Atriz Coajuvante em Série de Drama \| Lena Headey \| Indicada \| [255] [256] \| \| Primetime Emmy Awards \| 2016 \| Melhor Atriz Coajuvante em Série de Drama \| Maisie Williams \| Indicada \| [255] [256] \| \| Primetime Emmy Awards \| 2016 \| Melhor Direção em Série de Drama \| Miguel Sapochnik (por "Battle of the Bastards") \| Venceu \| [255] [256] \| \| Primetime Emmy Awards \| 2016 \| Melhor Direção em Série de Drama \| Jack Bender (por "The Door") \| Indicado \| [255] [256] \| \| Primetime Emmy Awards \| 2016 \| Melhor Roteiro de Série de Drama \| David Benioff e D. B. Weiss (por "Battle of the Bastards") \| Venceu \| [255] [256] \| \| Primetime Emmy Awards \| 2018 \| Melhor Série de Drama \| David Benioff, D. B. Weiss, Carolyn Strauss, Frank Doelger, Bernadette Caulfield, George R. R. Martin, Guymon Casady, Vince Gerardis, Bryan Cogman, Chris Newman, Lisa McAtackney e Greg Spence \| Venceu \| [257] [258] \| \| Primetime Emmy Awards \| 2018 \| Melhor Ator Coajuvante em Série de Drama \| Nikolaj Coster-Waldau \| Indicado \| [257] [258] \| \| Primetime Emmy Awards \| 2018 \| Melhor Ator Coajuvante em Série de Drama \| Peter Dinklage \| Venceu \| [257] [258] \| \| Primetime Emmy Awards \| 2018 \| Melhor Atriz Coajuvante em Série de Drama \| Lena Headey \| Indicado \| [257] [258] \| \| Primetime Emmy Awards \| 2018 \| Melhor Direção em Série de Drama \| Alan Taylor (por "Beyond the Wall") \| Indicado \| [257] [258] \| \| Primetime Emmy Awards \| 2018 \| Melhor Direção em Série de Drama \| Jeremy Podeswa (por "The Dragon and the Wolf") \| Indicado \| [257] [258] \| \| Primetime Emmy Awards \| 2018 \| Melhor Roteiro de Série de Drama \| David Benioff e D. B. Weiss (por "The Dragon and the Wolf") \| Indicado \| [257] [258] \| \| Primetime Emmy Awards \| 2019 \| Melhor Série de Drama \| David Benioff, D. B. Weiss, Carolyn Strauss, Bernadette Caulfield, Frank Doelger, David Nutter, Miguel Sapochnik, Vince Gerardis, Guymon Casady, George R. R. Martin, Bryan Cogman, Chris Newman, Greg Spence, Lisa McAtackney e Duncan Muggoch \| Venceu \| [259] \| \| Primetime Emmy Awards \| 2019 \| Melhor Ator em Série de Drama \| Kit Harington \| Indicado \| [259] \| \| Primetime Emmy Awards \| 2019 \| Melhor Atriz em Série de Drama \| Emilia Clarke \| Indicada \| [259] \| \| Primetime Emmy Awards \| 2019 \| Melhor Ator Coajuvante em Série de Drama \| Alfie Allen \| Indicado \| [259] \| \| Primetime Emmy Awards \| 2019 \| Melhor Ator Coajuvante em Série de Drama \| Nikolaj Coster-Waldau \| Indicado \| [259] \| \| Primetime Emmy Awards \| 2019 \| Melhor Ator Coajuvante em Série de Drama \| Peter Dinklage \| Venceu \| [259] \| \| Primetime Emmy Awards \| 2019 \| Melhor Atriz Coajuvante em Série de Drama \| Gwendoline Christie \| Indicada \| [259] \| \| Primetime Emmy Awards \| 2019 \| Melhor Atriz Coajuvante em Série de Drama \| Lena Headey \| Indicada \| [259] \| \| Primetime Emmy Awards \| 2019 \| Melhor Atriz Coajuvante em Série de Drama \| Sophie Turner \| Indicada \| [259] \| \| Primetime Emmy Awards \| 2019 \| Melhor Atriz Coajuvante em Série de Drama \| Maisie Williams \| Indicada \| [259] \| \| Primetime Emmy Awards \| 2019 \| Melhor Direção em Série de Drama \| David Benioff e D. B. Weiss (por "The Iron Throne") \| Indicados \| [259] \| \| Primetime Emmy Awards \| 2019 \| Melhor Direção em Série de Drama \| David Nutter (por "The Last of the Starks") \| Indicado \| [259] \| \| Primetime Emmy Awards \| 2019 \| Melhor Direção em Série de Drama \| Miguel Sapochnik (por "The Long Night") \| Indicado \| [259] \| \| Primetime Emmy Awards \| 2019 \| Melhor Roteiro de Série de Drama \| David Benioff e D. B. Weiss (por "The Iron Throne") \| Indicados \| [259] \| \| Creative Arts Emmy Awards \| 2011 \| Melhor Elenco de uma Série de Drama \| Nina Gold e Robert Sterne \| Indicados \| [260] \| \| Creative Arts Emmy Awards \| 2011 \| Melhores Figurinos de Série de Drama \| Michele Clapton e Rachael Webb-Crozier (por "The Pointy End") \| Indicados \| [260] \| \| Creative Arts Emmy Awards \| 2011 \| Melhor Penteado para uma Série de Câmera Única \| Kevin Alexander e Candice Banks (por "A Golden Crown") \| Indicados \| [260] \| \| Creative Arts Emmy Awards \| 2011 \| Melhor Design de Título de Abertura \| Angus Wall, Hameed Shaukat, Kirk Shintani, e Robert Feng \| Venceu \| [260] \| \| Creative Arts Emmy Awards \| 2011 \| Melhor Maquiagem para Série de Câmera Única (Sem Prótese) \| Paul Engelen e Melissa Lackersteen (por "Winter Is Coming") \| Indicados \| [260] \| \| Creative Arts Emmy Awards \| 2011 \| Melhor Maquiagem para uma Série, Minissérie ou Telefilme (Com Próteses) \| Paul Engelen e Conor O'Sullivan (por "A Golden Crown") \| Indicados \| [260] \| \| Creative Arts Emmy Awards \| 2011 \| Melhor Edição de Som para Série de Comédia ou Drama \| Robin Quinn, Steve Fanagan, Eoghan McDonnell, Jon Stevenson, Tim Hands, Stefan Henrix, Caoimhe Doyle, Michelle McCormack e Andy Kennedy (por "A Golden Crown") \| Indicados \| [260] \| \| Creative Arts Emmy Awards \| 2011 \| Melhores Efeitos Especiais \| Rafael Morant, Adam McInnes, Graham Hills, Lucy Ainsworth-Taylor, Stuart Brisdon, Damien Macé, Henry Badgett e Angela Barson (por "Fire and Blood") \| Indicados \| [260] \| \| Creative Arts Emmy Awards \| 2011 \| Melhor Coordenação de Dublês \| Paul Jennings por (The Wolf and the Lion") \| Indicado \| [260] \| \| Creative Arts Emmy Awards \| 2012 \| Melhor Direção de Arte para uma Série de Câmera Única \| Gemma Jackson, Frank Walsh, e Tina Jones (por "Garden of Bones", "The Ghost of Harrenhal", e "A Man Without Honor") \| Venceu[f] \| [261] \| \| Creative Arts Emmy Awards \| 2012 \| Melhor Elenco de uma Série de Drama \| Nina Gold e Robert Sterne \| Indicados \| [261] \| \| Creative Arts Emmy Awards \| 2012 \| Melhores Figurinos de Série de Drama \| Michele Clapton, Alexander Fordham, e Chloe Aubry (por "The Prince of Winterfell") \| Venceu \| [261] \| \| Creative Arts Emmy Awards \| 2012 \| Melhor Desempenho Criativo em Mídia Interativa \| Game of Thrones Season Two – Enhanced Digital Experience \| Indicado \| [261] \| \| Creative Arts Emmy Awards \| 2012 \| Melhor Penteado para uma Série de Câmera Única \| Kevin Alexander, Candice Banks, Rosalia Culora, e Gary Machin (por "The Old Gods and the New") \| Indicados \| [261] \| \| Creative Arts Emmy Awards \| 2012 \| Melhor Maquiagem para Série de Câmera Única (Sem Prótese) \| Paul Engelen e Melissa Lackersteen (por "The Old Gods and the New") \| Venceu \| [261] \| \| Creative Arts Emmy Awards \| 2012 \| Melhor Maquiagem Protética para Série, Minissérie, Filme ou Especial \| Paul Engelen, Conor O'Sullivan, e Rob Trenton (por "Valar Morghulis") \| Indicados \| [261] \| \| Creative Arts Emmy Awards \| 2012 \| Melhor Edição de Som para Série de Comédia ou Drama \| Peter Brown, Kira Roessler, Tim Hands, Paul Aulicino, Stephen P. Robinson, Vanessa Lapato, Brett Voss, James Moriana, Jeffrey Wilhoit, e David Klotz (por "Blackwater") \| Venceu \| [261] \| \| Creative Arts Emmy Awards \| 2012 \| Melhor Mixagem de Som para uma Série de Comédia ou Drama \| Matthew Waters, Onnalee Blank, Ronan Hill, e Mervyn Moore (por "Blackwater") \| Venceu \| [261] \| \| Creative Arts Emmy Awards \| 2012 \| Melhores Efeitos Especiais \| Rainer Gombos, Juri Stanossek, Sven Martin, Steve Kullback, Jan Fiedler, Chris Stenner, Tobias Mannewitz, Thilo Ewers, e Adam Chazen (por "Valar Morghulis") \| Venceu \| [261] \| \| Creative Arts Emmy Awards \| 2013 \| Melhor Direção de Arte para uma Série de Câmera Única \| Gemma Jackson, Frank Walsh, e Tina Jones (por "Valar Dohaeris") \| Indicados \| [262] \| \| Creative Arts Emmy Awards \| 2013 \| Melhor Elenco de uma Série de Drama \| Nina Gold e Robert Sterne \| Indicados \| [262] \| \| Creative Arts Emmy Awards \| 2013 \| Melhor Cinematografia para uma Série de Câmera Única \| Rob McLachlan (por "Mhysa") \| Indicado \| [262] \| \| Creative Arts Emmy Awards \| 2013 \| Melhores Figurinos de Série de Drama \| Michele Clapton, Alexander Fordham, e Chloe Aubry (por "Walk of Punishment") \| Indicados \| [262] \| \| Creative Arts Emmy Awards \| 2013 \| Melhor Atriz Convidada em Série de Drama \| Diana Rigg (por "And Now His Watch Is Ended") \| Indicado \| [262] \| \| Creative Arts Emmy Awards \| 2013 \| Melhor Penteado para uma Série de Câmera Única \| Kevin Alexander, Candice Banks, Rosalia Culora, e Gary Machin (por "Second Sons") \| Indicados \| [262] \| \| Creative Arts Emmy Awards \| 2013 \| Melhor Programa Interativo \| Game of Thrones Season Three – Enhanced Digital Experience \| Indicado \| [262] \| \| Creative Arts Emmy Awards \| 2013 \| Melhor Maquiagem para Série de Câmera Única (Sem Prótese) \| Paul Engelen e Melissa Lackersteen (por "Kissed by Fire") \| Venceu \| [262] \| \| Creative Arts Emmy Awards \| 2013 \| Melhor Maquiagem Protética para Série, Minissérie, Filme ou Especial \| Paul Engelen, Conor O'Sullivan, e Rob Trenton (for "Valar Dohaeris") \| Indicados \| [262] \| \| Creative Arts Emmy Awards \| 2013 \| Melhor Edição de Imagens com Câmera Única para uma Série de Drama \| Oral Ottey (por "The Rains of Castamere") \| Indicado \| [262] \| \| Creative Arts Emmy Awards \| 2013 \| Melhor Edição de Som para Série de Comédia ou Drama \| Peter Brown, Kira Roessler, Tim Hands, Paul Aulicino, Stephen P. Robinson, Vanessa Lapato, Brett Voss, James Moriana, Jeffrey Wilhoit, e David Klotz (por "And Now His Watch Is Ended") \| Indicados \| [262] \| \| Creative Arts Emmy Awards \| 2013 \| Melhor Mixagem de Som para uma Série de Comédia ou Drama \| Matthew Waters, Onnalee Blank, Ronan Hill, e Mervyn Moore (por "And Now His Watch Is Ended") \| Indicados \| [262] \| \| Creative Arts Emmy Awards \| 2013 \| Melhores Efeitos Especiais \| Doug Campbell, Rainer Gombos, Juri Stanossek, Sven Martin, Steve Kullback, Jan Fiedler, Chris Stenner, Tobias Mannewitz, Thilo Ewers, e Adam Chazen (por "Valar Dohaeris") \| Venceu \| [262] \| \| Creative Arts Emmy Awards \| 2014 \| Melhor Design de Produção para um Programa Narrativo Contemporâneo ou de Fantasia (de Uma Hora ou Mais) \| Deborah Riley, Paul Ghirardani, e Rob Cameron (por "The Laws of Gods and Men", e "The Mountain and the Viper") \| Venceu \| [263] \| \| Creative Arts Emmy Awards \| 2014 \| Melhor Elenco em Série de Drama \| Nina Gold e Robert Sterne \| Indicados \| [263] \| \| Creative Arts Emmy Awards \| 2014 \| Melhor Cinematografia para uma Série de Câmera Única \| Anette Haellmigk (por "The Lion and the Rose") \| Indicado \| [263] \| \| Creative Arts Emmy Awards \| 2014 \| Melhor Cinematografia para uma Série de Câmera Única \| Jonathan Freeman (por "Two Swords") \| Indicado \| [263] \| \| Creative Arts Emmy Awards \| 2014 \| Melhores Figurinos de Série de Drama \| Michele Clapton, Sheena Wichary, Alexander Fordham, e Nina Ayres (por "The Lion and the Rose") \| Venceu \| [263] \| \| Creative Arts Emmy Awards \| 2014 \| Melhor Atriz Convidada em Série de Drama \| Diana Rigg (por "The Lion and the Rose") \| Indicada \| [263] \| \| Creative Arts Emmy Awards \| 2014 \| Melhor Penteado para uma Série de Câmera Única \| Kevin Alexander, Candice Banks, Rosalia Culora, Gary Machin, e Nicola Mount (por "The Lion and the Rose") \| Indicados \| [263] \| \| Creative Arts Emmy Awards \| 2014 \| Melhor Programa Interativo \| Game of Thrones Premiere – Facebook Live and Instagram, by Sabrina Caluori, Paul Beddoe-Stephens, Jim Marsh, Michael McMorrow, e Michael McMillian \| Indicado \| [263] \| \| Creative Arts Emmy Awards \| 2014 \| Melhor Maquiagem para Série de Câmera Única (Sem Prótese) \| Jane Walker e Ann McEwan (por "Oathkeeper") \| Indicados \| [263] \| \| Creative Arts Emmy Awards \| 2014 \| Melhor Composição Musical para uma Série (Trilha Sonora Dramática Original) \| Ramin Djawadi (por "The Mountain and the Viper") \| Indicado \| [263] \| \| Creative Arts Emmy Awards \| 2014 \| Melhor Maquiagem Protética para Série, Minissérie, Filme ou Especial \| Jane Walker e Barrie Gower (por "The Children") \| Venceu \| [263] \| \| Creative Arts Emmy Awards \| 2014 \| Melhor Edição para uma Série de Drama \| Tim Kimmel, Jed M. Dodge, Tim Hands, Paula Fairfield, David Klotz, Bradley C. Katona, Brett Voss, Jeffrey Wilhoit, e Dylan T. Wilhoit (por "The Watchers on the Wall") \| Indicados \| [263] \| \| Creative Arts Emmy Awards \| 2014 \| Melhor Mixagem de Som para uma Série de Comédia ou Drama \| Ronan Hill, Richard Dyer, Onnalee Blank, e Mathew Waters (for "The Watchers on the Wall") \| Indicados \| [263] \| \| Creative Arts Emmy Awards \| 2014 \| Melhores Efeitos Especiais \| Joe Bauer, Joern Grosshans, Steve Kullback, Adam Chazen, Eric Carney, Sabrina Gerhardt, Matthew Rouleau, Thomas H. Schelesny, e Robert Simon (por "The Children") \| Venceu \| [263] \| \| Creative Arts Emmy Awards \| 2014 \| Melhor Coordenação de Dublês em Série de Drama \| Paul Herbert \| Indicado \| [263] \| \| Creative Arts Emmy Awards \| 2015 \| Melhor Elenco em Série de Drama \| Nina Gold, Robert Sterne, e Carla Stronge \| Venceus \| [264] \| \| Creative Arts Emmy Awards \| 2015 \| Melhor Cinematografia para uma Série de Câmera Única \| Fabian Wagner (por "Hardhome") \| Indicado \| [264] \| \| Creative Arts Emmy Awards \| 2015 \| Melhor Cinematografia para uma Série de Câmera Única \| Anette Haellmigk (por "Sons of the Harpy") \| Indicada \| [264] \| \| Creative Arts Emmy Awards \| 2015 \| Melhor Cinematografia para uma Série de Câmera Única \| Robert McLachlan (por "The Dance of Dragons") \| Indicado \| [264] \| \| Creative Arts Emmy Awards \| 2015 \| Melhor Cinematografia para uma Série de Câmera Única \| Gregory Middleton (por "Unbowed, Unbent, Unbroken") \| Indicado \| [264] \| \| Creative Arts Emmy Awards \| 2015 \| Melhores Figurinos para uma Série de Época/Fantasia, Série limitada ou Filme \| Michele Clapton, Sheena Wichary, Nina Ayres, Alex Fordham (por "The Dance of Dragons") \| Indicados \| [264] \| \| Creative Arts Emmy Awards \| 2015 \| Melhor Atriz Convidada em Série de Drama \| Diana Rigg (por "The Gift") \| Indicada \| [264] \| \| Creative Arts Emmy Awards \| 2015 \| Melhor Penteado para uma Série de Câmera Única \| Kevin Alexander, Candice Banks, Rosalia Culora, Gary Machin, Laura Pollock, Nicola Mount (por "Mother's Mercy") \| Indicados \| [264] \| \| Creative Arts Emmy Awards \| 2015 \| Melhor Maquiagem para Série de Câmera Única (Sem Prótese) \| Jane Walker e Nicola Matthews (por "Mother's Mercy") \| Venceu \| [264] \| \| Creative Arts Emmy Awards \| 2015 \| Melhor Design de Produção para um Programa Narrativo Contemporâneo ou de Fantasia (de Uma Hora ou Mais) \| Deborah Riley, Paul Ghirardani, Rob Cameron (por "High Sparrow", "Unbowed, Unbent, Unbroken", e "Hardhome") \| Venceu \| [264] \| \| Creative Arts Emmy Awards \| 2015 \| Melhor Maquiagem Protética para Série, Minissérie, Filme ou Especial \| Jane Walker, Barrie Gower, e Sarah Gower (por "Hardhome") \| Indicados \| [264] \| \| Creative Arts Emmy Awards \| 2015 \| Melhor Edição de Imagens com Câmera Única para uma Série de Drama \| Tim Porter (por "Hardhome") \| Indicado \| [264] \| \| Creative Arts Emmy Awards \| 2015 \| Melhor Edição de Imagens com Câmera Única para uma Série de Drama \| Katie Weiland (por "The Dance of Dragons") \| Venceu \| [264] \| \| Creative Arts Emmy Awards \| 2015 \| Melhor Edição para uma Série de Drama \| Tim Kimmel, Paula Fairfield, Bradley C. Katona, Peter Bercovitch, David Klotz, Jeffrey Wilhoit, Dylan T. Wilhoit (por "Hardhome") \| Venceu \| [264] \| \| Creative Arts Emmy Awards \| 2015 \| Melhor Mixagem de Som para uma Série de Comédia ou Drama \| Ronan Hill, Richard Dyer, Onnalee Blank, Mathew Waters (for "Hardhome") \| Venceu \| [264] \| \| Creative Arts Emmy Awards \| 2015 \| Melhores Efeitos Visuais \| Steve Kullback, Joe Bauer, Adam Chazen, Jabbar Raisani, Eric Carney, Stuart Brisdon, Derek Spears, James Kinnings, Matthew Rouleau (por "The Dance of Dragons") \| Venceu \| [264] \| \| Creative Arts Emmy Awards \| 2015 \| Melhor Coordenação de Dublês em Série de Drama \| Rowley Irlam \| Venceu \| [264] \| \| Creative Arts Emmy Awards \| 2016 \| Melhor Elenco em Série de Drama \| Nina Gold, Robert Sterne, e Carla Stronge \| Venceu \| [265] \| \| Creative Arts Emmy Awards \| 2016 \| Melhor Cinematografia para uma Série de Câmera Única \| Gregory Middleton (por "Home") \| Indicado \| [265] \| \| Creative Arts Emmy Awards \| 2016 \| Melhores Figurinos para uma Série de Ficção Cientifica/Fantasia \| Michele Clapton, Chloe Aubry, Sheena Wichary (por "The Winds of Winter") \| Venceu \| [265] \| \| Creative Arts Emmy Awards \| 2016 \| Melhor Ator Convidado em Série de Drama \| Max von Sydow (por "The Door") \| Indicado \| [265] \| \| Creative Arts Emmy Awards \| 2016 \| Melhor Penteado para uma Série de Câmera Única \| Kevin Alexander, Candice Banks, Nicola Mount, Laura Pollock, Gary Machin, Rosalia Culora (por "The Door") \| Indicados \| [265] \| \| Creative Arts Emmy Awards \| 2016 \| Melhor Programa Interativo \| Game of Thrones Main Titles 360 Experience \| Indicado \| [265] \| \| Creative Arts Emmy Awards \| 2016 \| Melhor Maquiagem para Série de Câmera Única (Sem Prótese) \| Jane Walker, Kate Thompson, Nicola Mathews, Kay Bilk, Marianna Kyriacou, Pamela Smyth (por "Battle of the Bastards") \| Venceu \| [265] \| \| Creative Arts Emmy Awards \| 2016 \| Melhor Design de Produção para um Programa de Fantasia \| Deborah Riley, Paul Ghirardani, Rob Cameron (por "Blood of My Blood", "The Broken Man", e "No One") \| Venceu \| [265] \| \| Creative Arts Emmy Awards \| 2016 \| Melhor Maquiagem Protética para uma Série \| Jane Walker, Sarah Gower, Emma Sheffield, Tristan Versluis, Barrie Gower (por "The Door") \| Venceu \| [265] \| \| Creative Arts Emmy Awards \| 2016 \| Melhor Edição de Imagens com Câmera Única para uma Série de Drama \| Tim Porter (por "Battle of the Bastards") \| Venceu \| [265] \| \| Creative Arts Emmy Awards \| 2016 \| Melhor Edição de Imagens com Câmera Única para uma Série de Drama \| Katie Weiland (por "Oathbreaker") \| Indicada \| [265] \| \| Creative Arts Emmy Awards \| 2016 \| Melhor de Som para uma Série \| Tim Kimmel, Tim Hands, Paul Bercovitch, Paula Fairfield, Bradley C. Katona, Michael Wabro, David Klotz, Brett Voss, Jeffrey Wilhoit, Dylan Tuomy-Wilhoit (for "The Door") \| Indicados \| [265] \| \| Creative Arts Emmy Awards \| 2016 \| Melhor Mixagem de Som para uma Série \| Ronan Hill, Richard Dyer, Onnalee Blank, Mathew Waters (por "Battle of the Bastards") \| Venceu \| [265] \| \| Creative Arts Emmy Awards \| 2016 \| Melhores Efeitos Visuais \| Steve Kullback, Joe Bauer, Adam Chazen, Derek Spears, Eric Carney, Sam Conway, Matthew Rouleau, Michelle Blok, Glenn Melenhorst (for "Battle of the Bastards") \| Venceu \| [265] \| \| Creative Arts Emmy Awards \| 2016 \| Melhor Coordenação de Dublês para uma Série \| Rowley Irlam \| Venceu \| [265] \| \| Creative Arts Emmy Awards \| 2018 \| Melhor Elenco de uma Série de Drama \| Nina Gold, Robert Sterne, e Carla Stronge \| Indicado \| [266] \| \| Creative Arts Emmy Awards \| 2018 \| Melhores Figurinos para uma Série de Ficção Cientifica/Fantasia \| Michele Clapton, Alexander Fordham, Emma O'Loughlin, e Kate O'Farrell (por "Beyond the Wall") \| Venceu \| [266] \| \| Creative Arts Emmy Awards \| 2018 \| Melhor Atriz Convidada em Série de Drama \| Diana Rigg (por "The Queen's Justice") \| Indicada \| [266] \| \| Creative Arts Emmy Awards \| 2018 \| Melhor Penteado para uma Série de Câmera Única \| Kevin Alexander, Candice Banks, Nicola Mount, e Rosalia Culora (por "The Dragon and the Wolf") \| Indicados \| [266] \| \| Creative Arts Emmy Awards \| 2018 \| Melhor Maquiagem para Série de Câmera Única (Sem Prótese) \| Jane Walker, Kay Bilk, Marianna Kyriacou, Pamela Smyth, Kate Thompson, e Nicola Mathews (por "The Dragon and the Wolf") \| Indicados \| [266] \| \| Creative Arts Emmy Awards \| 2018 \| Melhor Composição Musical para uma Série (Trilha Sonora Dramática Original) \| Ramin Djawadi (por "The Dragon and the Wolf") \| Venceu \| [266] \| \| Creative Arts Emmy Awards \| 2018 \| Melhor Design de Produção para um Programa Narrativo Contemporâneo ou de Fantasia (de Uma Hora ou Mais) \| Deborah Riley, Paul Ghirardani, e Rob Cameron (por "Dragonstone") \| Venceu \| [266] \| \| Creative Arts Emmy Awards \| 2018 \| Melhor Maquiagem Protética para Série, Minissérie, Filme ou Especial \| Jane Walker, Paul Spateri, Emma Sheffield, e Barrie Gower (por "Beyond the Wall") \| Venceu \| [266] \| \| Creative Arts Emmy Awards \| 2018 \| Melhor Edição de Imagens com Câmera Única para uma Série de Drama \| Tim Porter (por "Beyond the Wall") \| Indicado \| [266] \| \| Creative Arts Emmy Awards \| 2018 \| Melhor Edição de Imagens com Câmera Única para uma Série de Drama \| Crispin Green (por "The Spoils of War") \| Indicado \| [266] \| \| Creative Arts Emmy Awards \| 2018 \| Melhor Edição de Imagens com Câmera Única para uma Série de Drama \| Katie Weiland (por "The Dragon and the Wolf") \| Indicada \| [266] \| \| Creative Arts Emmy Awards \| 2018 \| Melhor Edição de Som para uma Série de Drama ou Comédia \| Tim Kimmel, Paula Fairfield, Tim Hands, Paul Bercovitch, Bradley C. Katona, John Matter, Brett Voss, David Klotz, Jeffrey Wilhoit, e Dylan T. Wilhoit (por "The Spoils of War") \| Indicados \| [266] \| \| Creative Arts Emmy Awards \| 2018 \| Melhor Mixagem de Som para uma Série de Drama ou Comédia \| Onnalee Blank, Mathew Waters, Richard Dyer, e Ronan Hill (por "Beyond the Wall") \| Venceu \| [266] \| \| Creative Arts Emmy Awards \| 2018 \| Melhores Efeitos Especiais \| Steve Kullback, Joe Bauer, Adam Chazen, Michelle Blok, Sam Conway, Ted Rae, David Ramos, Wayne Stables, e Derek Spears (por "Beyond the Wall") \| Venceu \| [266] \| \| Creative Arts Emmy Awards \| 2018 \| Melhor Coordenação de Dublês em uma Série \| Rowley Irlam \| Venceu \| [266] \| \| Creative Arts Emmy Awards \| 2019 \| Melhor Elenco em Série de Drama \| Nina Gold, Robert Sterne, e Carla Stronge \| Venceu \| [267] \| \| Creative Arts Emmy Awards \| 2019 \| Melhor Cinematografia para uma Série de Câmera Única \| Jonathan Freeman (por "The Iron Throne") \| Indicado \| [267] \| \| Creative Arts Emmy Awards \| 2019 \| Melhor Realização Criativa em Mídia Interativa Dentro de um Programa com Script \| "Fight for the Living: Beyond the Wall Virtual Reality Experience" \| Indicado \| [267] \| \| Creative Arts Emmy Awards \| 2019 \| Melhores Figurinos para uma Série de Ficção Cientifica/Fantasia \| Michele Clapton, Emma O'Loughlin, e Kate O'Farrell (por "The Bells") \| Venceu \| [267] \| \| Creative Arts Emmy Awards \| 2019 \| Melhor Atriz Convidada em Série de Drama \| Carice van Houten (por "The Long Night") \| Indicada \| [267] \| \| Creative Arts Emmy Awards \| 2019 \| Melhor Penteado para uma Série de Câmera Única \| Kevin Alexander, Candice Banks, Nicola Mount, e Rosalia Culora (por "The Long Night") \| Indicados \| [267] \| \| Creative Arts Emmy Awards \| 2019 \| Melhor Design do Título de Abertura \| Angus Wall, Kirk Shintani, Shahana Khan, Ian Ruhfass, e Rustam Hasanov \| Venceu \| [267] \| \| Creative Arts Emmy Awards \| 2019 \| Melhor Maquiagem para Série de Câmera Única (Sem Prótese) \| Jane Walker, Kay Bilk, Marianna Kyriacou, Nicola Mathews, e Pamela Smyth (por "The Long Night") \| Venceu \| [267] \| \| Creative Arts Emmy Awards \| 2019 \| Melhor Composição Musical para uma Série (Trilha Sonora Dramática Original) \| Ramin Djawadi (por "The Long Night") \| Venceu \| [267] \| \| Creative Arts Emmy Awards \| 2019 \| Melhor Design de Produção para um Programa Narrativo Contemporâneo ou de Fantasia (de Uma Hora ou Mais) \| Deborah Riley, Paul Ghirardani, e Rob Cameron (por "The Bells") \| Indicado \| [267] \| \| Creative Arts Emmy Awards \| 2019 \| Melhor Maquiagem Protética para Série, Minissérie, Filme ou Especial \| Emma Faulkes, Paul Spateri, Chloe Muton-Phillips, Duncan Jarman, Patt Foad, John Eldred-Tooby, Barrie Gower, e Sarah Gower (por "The Long Night") \| Indicados \| [267] \| \| Creative Arts Emmy Awards \| 2019 \| Melhor Edição de Imagens com Câmera Única para uma Série de Drama \| Katie Weiland (por "The Iron Throne") \| Indicada \| [267] \| \| Creative Arts Emmy Awards \| 2019 \| Melhor Edição de Imagens com Câmera Única para uma Série de Drama \| Tim Porter (por "The Long Night") \| Venceu \| [267] \| \| Creative Arts Emmy Awards \| 2019 \| Melhor Edição de Imagens com Câmera Única para uma Série de Drama \| Crispin Green (por "Winterfell") \| Indicado \| [267] \| \| Creative Arts Emmy Awards \| 2019 \| Melhor Edição de Som para uma Série de Drama ou Comédia \| Tim Kimmel, Tim Hands, Paula Fairfield, Bradley C. Katona, Paul Bercovitch, John Matter, David Klotz, Brett Voss, Jeffrey Wilhoit, e Dylan T. Wilhoit (for "The Long Night") \| Venceu \| [267] \| \| Creative Arts Emmy Awards \| 2019 \| Melhor Mixagem de Som para uma Série de Drama ou Comédia \| Onnalee Blank, Mathew Waters, Simon Kerr, Danny Crowley, e Ronan Hill (por "The Long Night") \| Venceu \| [267] \| \| Creative Arts Emmy Awards \| 2019 \| Melhores Efeitos Especiais \| Joe Bauer, Steve Kullback, Adam Chazen, Sam Conway, Mohsen Mousavi, Martin Hill, Ted Rae, Patrick Tiberius Gehlen, e Thomas Schelesny (por "The Bells") \| Venceu \| [267] \| \| Creative Arts Emmy Awards \| 2019 \| Melhor Coordenação de Dublês em uma Série \| Rowley Irlam \| Venceu \| [267] \| |      | | |           |                 |
| Prêmio | Ano  | Categoria                                                                                               | Indicado(s) | Resultado | Ref(s)          |
| Primetime Emmy Awards | 2011 | Melhor Série de Drama                                                                                   | Vince Gerardis, Frank Doelger, Ralph Vicinanza, Mark Huffam, David Benioff, Carolyn Strauss, George R. R. Martin, Guymon Casady e D. B. Weiss                                                                                                   | Indicados | [ 245 ] [ 246 ] |
| Primetime Emmy Awards | 2011 | Melhor Ator Coajuvante em Série de Drama                                                                | Peter Dinklage | Venceu    | [ 245 ] [ 246 ] |
| Primetime Emmy Awards | 2011 | Melhor Direção em Série de Drama                                                                        | Tim Van Patten (por "Winter Is Coming") | Indicado  | [ 245 ] [ 246 ] |
| Primetime Emmy Awards | 2011 | Melhor Roteiro de Série de Drama                                                                        | David Benioff e D. B. Weiss (por "Baelor") | Indicado  | [ 245 ] [ 246 ] |
| Primetime Emmy Awards | 2012 | Melhor Série de Drama                                                                                   | David Benioff, D. B. Weiss, Frank Doelger, Carolyn Strauss, George R. R. Martin, Vanessa Taylor, Alan Taylor, Guymon Casady, Vince Gerardis e Bernadette Caulfield                                                                              | Indicado  | [ 247 ] [ 248 ] |
| Primetime Emmy Awards | 2012 | Melhor Ator Coajuvante em Série de Drama                                                                | Peter Dinklage | Indicado  | [ 247 ] [ 248 ] |
| Primetime Emmy Awards | 2013 | Melhor Série de Drama                                                                                   | David Benioff, D. B. Weiss, Carolyn Strauss, Frank Doelger, Bernadette Caulfield, Guymon Casady, Vince Gerardis, George R. R. Martin, Vanessa Taylor, Chris Newman e Greg Spence                                                                | Indicados | [ 249 ] [ 250 ] |
| Primetime Emmy Awards | 2013 | Melhor Ator Coajuvante em Série de Drama                                                                | Peter Dinklage | Indicado  | [ 249 ] [ 250 ] |
| Primetime Emmy Awards | 2013 | Melhor Atriz Coajuvante em Série de Drama                                                               | Emilia Clarke | Indicada  | [ 249 ] [ 250 ] |
| Primetime Emmy Awards | 2013 | Melhor Roteiro de Série de Drama                                                                        | David Benioff e D. B. Weiss (por "The Rains of Castamere") | Indicados | [ 249 ] [ 250 ] |
| Primetime Emmy Awards | 2014 | Melhor Série de Drama                                                                                   | David Benioff, D. B. Weiss, Carolyn Strauss, Frank Doelger, Bernadette Caulfield, Guymon Casady, Vince Gerardis, George R. R. Martin, Chris Newman e Greg Spence                                                                                | Indicados | [ 251 ] [ 252 ] |
| Primetime Emmy Awards | 2014 | Melhor Ator Coajuvante em Série de Drama                                                                | Peter Dinklage | Indicado  | [ 251 ] [ 252 ] |
| Primetime Emmy Awards | 2014 | Melhor Atriz Coajuvante em Série de Drama                                                               | Lena Headey | Indicada  | [ 251 ] [ 252 ] |
| Primetime Emmy Awards | 2014 | Melhor Direção em Série de Drama                                                                        | Neil Marshall (por "The Watchers on the Wall") | Indicado  | [ 251 ] [ 252 ] |
| Primetime Emmy Awards | 2014 | Melhor Roteiro de Série de Drama                                                                        | David Benioff e D. B. Weiss (por "The Children") | Indicados | [ 251 ] [ 252 ] |
| Primetime Emmy Awards | 2015 | Melhor Série de Drama                                                                                   | David Benioff, D. B. Weiss, Carolyn Strauss, Frank Doelger, Bernadette Caulfield, Guymon Casady, Vince Gerardis, George R. R. Martin, Chris Newman, Greg Spence, Lisa McAtackney e Bryan Cogman                                                 | Venceu    | >               |
| Primetime Emmy Awards | 2015 | Melhor Ator Coajuvante em Série de Drama                                                                | Peter Dinklage | Venceu    | >               |
| Primetime Emmy Awards | 2015 | Melhor Atriz Coajuvante em Série de Drama                                                               | Emilia Clarke | Indicada  | >               |
| Primetime Emmy Awards | 2015 | Melhor Atriz Coajuvante em Série de Drama                                                               | Lena Headey | Indicada  | >               |
| Primetime Emmy Awards | 2015 | Melhor Direção em Série de Drama                                                                        | David Nutter (por "Mother's Mercy") | Venceu    | >               |
| Primetime Emmy Awards | 2015 | Melhor Direção em Série de Drama                                                                        | Jeremy Podeswa (por "Unbowed, Unbent, Unbroken") | Indicado  | >               |
| Primetime Emmy Awards | 2015 | Melhor Roteiro de Série de Drama                                                                        | David Benioff e D. B. Weiss (por "Mother's Mercy") | Venceu    | >               |
| Primetime Emmy Awards | 2016 | Melhor Série de Drama                                                                                   | David Benioff, D. B. Weiss, Carolyn Strauss, Frank Doelger, Bernadette Caulfield, Vince Gerardis, Guymon Casady, George R. R. Martin, Bryan Cogman, Chris Newman, Greg Spence e Lisa McAtackney                                                 | Venceu    | [ 255 ] [ 256 ] |
| Primetime Emmy Awards | 2016 | Melhor Ator Coajuvante em Série de Drama                                                                | Peter Dinklage | Indicado  | [ 255 ] [ 256 ] |
| Primetime Emmy Awards | 2016 | Melhor Ator Coajuvante em Série de Drama                                                                | Kit Harington | Indicado  | [ 255 ] [ 256 ] |
| Primetime Emmy Awards | 2016 | Melhor Atriz Coajuvante em Série de Drama                                                               | Emilia Clarke | Indicada  | [ 255 ] [ 256 ] |
| Primetime Emmy Awards | 2016 | Melhor Atriz Coajuvante em Série de Drama                                                               | Lena Headey | Indicada  | [ 255 ] [ 256 ] |
| Primetime Emmy Awards | 2016 | Melhor Atriz Coajuvante em Série de Drama                                                               | Maisie Williams | Indicada  | [ 255 ] [ 256 ] |
| Primetime Emmy Awards | 2016 | Melhor Direção em Série de Drama                                                                        | Miguel Sapochnik (por "Battle of the Bastards") | Venceu    | [ 255 ] [ 256 ] |
| Primetime Emmy Awards | 2016 | Melhor Direção em Série de Drama                                                                        | Jack Bender (por "The Door") | Indicado  | [ 255 ] [ 256 ] |
| Primetime Emmy Awards | 2016 | Melhor Roteiro de Série de Drama                                                                        | David Benioff e D. B. Weiss (por "Battle of the Bastards") | Venceu    | [ 255 ] [ 256 ] |
| Primetime Emmy Awards | 2018 | Melhor Série de Drama                                                                                   | David Benioff, D. B. Weiss, Carolyn Strauss, Frank Doelger, Bernadette Caulfield, George R. R. Martin, Guymon Casady, Vince Gerardis, Bryan Cogman, Chris Newman, Lisa McAtackney e Greg Spence                                                 | Venceu    | [ 257 ] [ 258 ] |
| Primetime Emmy Awards | 2018 | Melhor Ator Coajuvante em Série de Drama                                                                | Nikolaj Coster-Waldau | Indicado  | [ 257 ] [ 258 ] |
| Primetime Emmy Awards | 2018 | Melhor Ator Coajuvante em Série de Drama                                                                | Peter Dinklage | Venceu    | [ 257 ] [ 258 ] |
| Primetime Emmy Awards | 2018 | Melhor Atriz Coajuvante em Série de Drama                                                               | Lena Headey | Indicado  | [ 257 ] [ 258 ] |
| Primetime Emmy Awards | 2018 | Melhor Direção em Série de Drama                                                                        | Alan Taylor (por "Beyond the Wall") | Indicado  | [ 257 ] [ 258 ] |
| Primetime Emmy Awards | 2018 | Melhor Direção em Série de Drama                                                                        | Jeremy Podeswa (por "The Dragon and the Wolf") | Indicado  | [ 257 ] [ 258 ] |
| Primetime Emmy Awards | 2018 | Melhor Roteiro de Série de Drama                                                                        | David Benioff e D. B. Weiss (por "The Dragon and the Wolf") | Indicado  | [ 257 ] [ 258 ] |
| Primetime Emmy Awards | 2019 | Melhor Série de Drama                                                                                   | David Benioff, D. B. Weiss, Carolyn Strauss, Bernadette Caulfield, Frank Doelger, David Nutter, Miguel Sapochnik, Vince Gerardis, Guymon Casady, George R. R. Martin, Bryan Cogman, Chris Newman, Greg Spence, Lisa McAtackney e Duncan Muggoch | Venceu    | [ 259 ]         |
| Primetime Emmy Awards | 2019 | Melhor Ator em Série de Drama                                                                           | Kit Harington | Indicado  | [ 259 ]         |
| Primetime Emmy Awards | 2019 | Melhor Atriz em Série de Drama                                                                          | Emilia Clarke | Indicada  | [ 259 ]         |
| Primetime Emmy Awards | 2019 | Melhor Ator Coajuvante em Série de Drama                                                                | Alfie Allen | Indicado  | [ 259 ]         |
| Primetime Emmy Awards | 2019 | Melhor Ator Coajuvante em Série de Drama                                                                | Nikolaj Coster-Waldau | Indicado  | [ 259 ]         |
| Primetime Emmy Awards | 2019 | Melhor Ator Coajuvante em Série de Drama                                                                | Peter Dinklage | Venceu    | [ 259 ]         |
| Primetime Emmy Awards | 2019 | Melhor Atriz Coajuvante em Série de Drama                                                               | Gwendoline Christie | Indicada  | [ 259 ]         |
| Primetime Emmy Awards | 2019 | Melhor Atriz Coajuvante em Série de Drama                                                               | Lena Headey | Indicada  | [ 259 ]         |
| Primetime Emmy Awards | 2019 | Melhor Atriz Coajuvante em Série de Drama                                                               | Sophie Turner | Indicada  | [ 259 ]         |
| Primetime Emmy Awards | 2019 | Melhor Atriz Coajuvante em Série de Drama                                                               | Maisie Williams | Indicada  | [ 259 ]         |
| Primetime Emmy Awards | 2019 | Melhor Direção em Série de Drama                                                                        | David Benioff e D. B. Weiss (por "The Iron Throne") | Indicados | [ 259 ]         |
| Primetime Emmy Awards | 2019 | Melhor Direção em Série de Drama                                                                        | David Nutter (por "The Last of the Starks") | Indicado  | [ 259 ]         |
| Primetime Emmy Awards | 2019 | Melhor Direção em Série de Drama                                                                        | Miguel Sapochnik (por "The Long Night") | Indicado  | [ 259 ]         |
| Primetime Emmy Awards | 2019 | Melhor Roteiro de Série de Drama                                                                        | David Benioff e D. B. Weiss (por "The Iron Throne") | Indicados | [ 259 ]         |
| Creative Arts Emmy Awards | 2011 | Melhor Elenco de uma Série de Drama                                                                     | Nina Gold e Robert Sterne | Indicados | [ 260 ]         |
| Creative Arts Emmy Awards | 2011 | Melhores Figurinos de Série de Drama                                                                    | Michele Clapton e Rachael Webb-Crozier (por "The Pointy End") | Indicados | [ 260 ]         |
| Creative Arts Emmy Awards | 2011 | Melhor Penteado para uma Série de Câmera Única                                                          | Kevin Alexander e Candice Banks (por "A Golden Crown") | Indicados | [ 260 ]         |
| Creative Arts Emmy Awards | 2011 | Melhor Design de Título de Abertura                                                                     | Angus Wall, Hameed Shaukat, Kirk Shintani, e Robert Feng | Venceu    | [ 260 ]         |
| Creative Arts Emmy Awards | 2011 | Melhor Maquiagem para Série de Câmera Única (Sem Prótese)                                               | Paul Engelen e Melissa Lackersteen (por "Winter Is Coming") | Indicados | [ 260 ]         |
| Creative Arts Emmy Awards | 2011 | Melhor Maquiagem para uma Série, Minissérie ou Telefilme (Com Próteses)                                 | Paul Engelen e Conor O'Sullivan (por "A Golden Crown") | Indicados | [ 260 ]         |
| Creative Arts Emmy Awards | 2011 | Melhor Edição de Som para Série de Comédia ou Drama                                                     | Robin Quinn, Steve Fanagan, Eoghan McDonnell, Jon Stevenson, Tim Hands, Stefan Henrix, Caoimhe Doyle, Michelle McCormack e Andy Kennedy (por "A Golden Crown")                                                                                  | Indicados | [ 260 ]         |
| Creative Arts Emmy Awards | 2011 | Melhores Efeitos Especiais                                                                              | Rafael Morant, Adam McInnes, Graham Hills, Lucy Ainsworth-Taylor, Stuart Brisdon, Damien Macé, Henry Badgett e Angela Barson (por "Fire and Blood")                                                                                             | Indicados | [ 260 ]         |
| Creative Arts Emmy Awards | 2011 | Melhor Coordenação de Dublês                                                                            | Paul Jennings por (The Wolf and the Lion") | Indicado  | [ 260 ]         |
| Creative Arts Emmy Awards | 2012 | Melhor Direção de Arte para uma Série de Câmera Única                                                   | Gemma Jackson, Frank Walsh, e Tina Jones (por "Garden of Bones", "The Ghost of Harrenhal", e "A Man Without Honor") | Venceu    | [ 261 ]         |
| Creative Arts Emmy Awards | 2012 | Melhor Elenco de uma Série de Drama                                                                     | Nina Gold e Robert Sterne | Indicados | [ 261 ]         |
| Creative Arts Emmy Awards | 2012 | Melhores Figurinos de Série de Drama                                                                    | Michele Clapton, Alexander Fordham, e Chloe Aubry (por "The Prince of Winterfell") | Venceu    | [ 261 ]         |
| Creative Arts Emmy Awards | 2012 | Melhor Desempenho Criativo em Mídia Interativa                                                          | Game of Thrones Season Two – Enhanced Digital Experience | Indicado  | [ 261 ]         |
| Creative Arts Emmy Awards | 2012 | Melhor Penteado para uma Série de Câmera Única                                                          | Kevin Alexander, Candice Banks, Rosalia Culora, e Gary Machin (por "The Old Gods and the New") | Indicados | [ 261 ]         |
| Creative Arts Emmy Awards | 2012 | Melhor Maquiagem para Série de Câmera Única (Sem Prótese)                                               | Paul Engelen e Melissa Lackersteen (por "The Old Gods and the New") | Venceu    | [ 261 ]         |
| Creative Arts Emmy Awards | 2012 | Melhor Maquiagem Protética para Série, Minissérie, Filme ou Especial                                    | Paul Engelen, Conor O'Sullivan, e Rob Trenton (por "Valar Morghulis") | Indicados | [ 261 ]         |
| Creative Arts Emmy Awards | 2012 | Melhor Edição de Som para Série de Comédia ou Drama                                                     | Peter Brown, Kira Roessler, Tim Hands, Paul Aulicino, Stephen P. Robinson, Vanessa Lapato, Brett Voss, James Moriana, Jeffrey Wilhoit, e David Klotz (por "Blackwater")                                                                         | Venceu    | [ 261 ]         |
| Creative Arts Emmy Awards | 2012 | Melhor Mixagem de Som para uma Série de Comédia ou Drama                                                | Matthew Waters, Onnalee Blank, Ronan Hill, e Mervyn Moore (por "Blackwater") | Venceu    | [ 261 ]         |
| Creative Arts Emmy Awards | 2012 | Melhores Efeitos Especiais                                                                              | Rainer Gombos, Juri Stanossek, Sven Martin, Steve Kullback, Jan Fiedler, Chris Stenner, Tobias Mannewitz, Thilo Ewers, e Adam Chazen (por "Valar Morghulis")                                                                                    | Venceu    | [ 261 ]         |
| Creative Arts Emmy Awards | 2013 | Melhor Direção de Arte para uma Série de Câmera Única                                                   | Gemma Jackson, Frank Walsh, e Tina Jones (por "Valar Dohaeris") | Indicados | [ 262 ]         |
| Creative Arts Emmy Awards | 2013 | Melhor Elenco de uma Série de Drama                                                                     | Nina Gold e Robert Sterne | Indicados | [ 262 ]         |
| Creative Arts Emmy Awards | 2013 | Melhor Cinematografia para uma Série de Câmera Única                                                    | Rob McLachlan (por "Mhysa") | Indicado  | [ 262 ]         |
| Creative Arts Emmy Awards | 2013 | Melhores Figurinos de Série de Drama                                                                    | Michele Clapton, Alexander Fordham, e Chloe Aubry (por "Walk of Punishment") | Indicados | [ 262 ]         |
| Creative Arts Emmy Awards | 2013 | Melhor Atriz Convidada em Série de Drama                                                                | Diana Rigg (por "And Now His Watch Is Ended") | Indicado  | [ 262 ]         |
| Creative Arts Emmy Awards | 2013 | Melhor Penteado para uma Série de Câmera Única                                                          | Kevin Alexander, Candice Banks, Rosalia Culora, e Gary Machin (por "Second Sons") | Indicados | [ 262 ]         |
| Creative Arts Emmy Awards | 2013 | Melhor Programa Interativo                                                                              | Game of Thrones Season Three – Enhanced Digital Experience | Indicado  | [ 262 ]         |
| Creative Arts Emmy Awards | 2013 | Melhor Maquiagem para Série de Câmera Única (Sem Prótese)                                               | Paul Engelen e Melissa Lackersteen (por "Kissed by Fire") | Venceu    | [ 262 ]         |
| Creative Arts Emmy Awards | 2013 | Melhor Maquiagem Protética para Série, Minissérie, Filme ou Especial                                    | Paul Engelen, Conor O'Sullivan, e Rob Trenton (for "Valar Dohaeris") | Indicados | [ 262 ]         |
| Creative Arts Emmy Awards | 2013 | Melhor Edição de Imagens com Câmera Única para uma Série de Drama                                       | Oral Ottey (por "The Rains of Castamere") | Indicado  | [ 262 ]         |
| Creative Arts Emmy Awards | 2013 | Melhor Edição de Som para Série de Comédia ou Drama                                                     | Peter Brown, Kira Roessler, Tim Hands, Paul Aulicino, Stephen P. Robinson, Vanessa Lapato, Brett Voss, James Moriana, Jeffrey Wilhoit, e David Klotz (por "And Now His Watch Is Ended")                                                         | Indicados | [ 262 ]         |
| Creative Arts Emmy Awards | 2013 | Melhor Mixagem de Som para uma Série de Comédia ou Drama                                                | Matthew Waters, Onnalee Blank, Ronan Hill, e Mervyn Moore (por "And Now His Watch Is Ended") | Indicados | [ 262 ]         |
| Creative Arts Emmy Awards | 2013 | Melhores Efeitos Especiais                                                                              | Doug Campbell, Rainer Gombos, Juri Stanossek, Sven Martin, Steve Kullback, Jan Fiedler, Chris Stenner, Tobias Mannewitz, Thilo Ewers, e Adam Chazen (por "Valar Dohaeris")                                                                      | Venceu    | [ 262 ]         |
| Creative Arts Emmy Awards | 2014 | Melhor Design de Produção para um Programa Narrativo Contemporâneo ou de Fantasia (de Uma Hora ou Mais) | Deborah Riley, Paul Ghirardani, e Rob Cameron (por "The Laws of Gods and Men", e "The Mountain and the Viper") | Venceu    | [ 263 ]         |
| Creative Arts Emmy Awards | 2014 | Melhor Elenco em Série de Drama                                                                         | Nina Gold e Robert Sterne | Indicados | [ 263 ]         |
| Creative Arts Emmy Awards | 2014 | Melhor Cinematografia para uma Série de Câmera Única                                                    | Anette Haellmigk (por "The Lion and the Rose") | Indicado  | [ 263 ]         |
| Creative Arts Emmy Awards | 2014 | Melhor Cinematografia para uma Série de Câmera Única                                                    | Jonathan Freeman (por "Two Swords") | Indicado  | [ 263 ]         |
| Creative Arts Emmy Awards | 2014 | Melhores Figurinos de Série de Drama                                                                    | Michele Clapton, Sheena Wichary, Alexander Fordham, e Nina Ayres (por "The Lion and the Rose") | Venceu    | [ 263 ]         |
| Creative Arts Emmy Awards | 2014 | Melhor Atriz Convidada em Série de Drama                                                                | Diana Rigg (por "The Lion and the Rose") | Indicada  | [ 263 ]         |
| Creative Arts Emmy Awards | 2014 | Melhor Penteado para uma Série de Câmera Única                                                          | Kevin Alexander, Candice Banks, Rosalia Culora, Gary Machin, e Nicola Mount (por "The Lion and the Rose") | Indicados | [ 263 ]         |
| Creative Arts Emmy Awards | 2014 | Melhor Programa Interativo                                                                              | Game of Thrones Premiere – Facebook Live and Instagram, by Sabrina Caluori, Paul Beddoe-Stephens, Jim Marsh, Michael McMorrow, e Michael McMillian                                                                                              | Indicado  | [ 263 ]         |
| Creative Arts Emmy Awards | 2014 | Melhor Maquiagem para Série de Câmera Única (Sem Prótese)                                               | Jane Walker e Ann McEwan (por "Oathkeeper") | Indicados | [ 263 ]         |
| Creative Arts Emmy Awards | 2014 | Melhor Composição Musical para uma Série (Trilha Sonora Dramática Original)                             | Ramin Djawadi (por "The Mountain and the Viper") | Indicado  | [ 263 ]         |
| Creative Arts Emmy Awards | 2014 | Melhor Maquiagem Protética para Série, Minissérie, Filme ou Especial                                    | Jane Walker e Barrie Gower (por "The Children") | Venceu    | [ 263 ]         |
| Creative Arts Emmy Awards | 2014 | Melhor Edição para uma Série de Drama                                                                   | Tim Kimmel, Jed M. Dodge, Tim Hands, Paula Fairfield, David Klotz, Bradley C. Katona, Brett Voss, Jeffrey Wilhoit, e Dylan T. Wilhoit (por "The Watchers on the Wall")                                                                          | Indicados | [ 263 ]         |
| Creative Arts Emmy Awards | 2014 | Melhor Mixagem de Som para uma Série de Comédia ou Drama                                                | Ronan Hill, Richard Dyer, Onnalee Blank, e Mathew Waters (for "The Watchers on the Wall") | Indicados | [ 263 ]         |
| Creative Arts Emmy Awards | 2014 | Melhores Efeitos Especiais                                                                              | Joe Bauer, Joern Grosshans, Steve Kullback, Adam Chazen, Eric Carney, Sabrina Gerhardt, Matthew Rouleau, Thomas H. Schelesny, e Robert Simon (por "The Children")                                                                               | Venceu    | [ 263 ]         |
| Creative Arts Emmy Awards | 2014 | Melhor Coordenação de Dublês em Série de Drama                                                          | Paul Herbert | Indicado  | [ 263 ]         |
| Creative Arts Emmy Awards | 2015 | Melhor Elenco em Série de Drama                                                                         | Nina Gold, Robert Sterne, e Carla Stronge | Venceus   | [ 264 ]         |
| Creative Arts Emmy Awards | 2015 | Melhor Cinematografia para uma Série de Câmera Única                                                    | Fabian Wagner (por "Hardhome") | Indicado  | [ 264 ]         |
| Creative Arts Emmy Awards | 2015 | Melhor Cinematografia para uma Série de Câmera Única                                                    | Anette Haellmigk (por "Sons of the Harpy") | Indicada  | [ 264 ]         |
| Creative Arts Emmy Awards | 2015 | Melhor Cinematografia para uma Série de Câmera Única                                                    | Robert McLachlan (por "The Dance of Dragons") | Indicado  | [ 264 ]         |
| Creative Arts Emmy Awards | 2015 | Melhor Cinematografia para uma Série de Câmera Única                                                    | Gregory Middleton (por "Unbowed, Unbent, Unbroken") | Indicado  | [ 264 ]         |
| Creative Arts Emmy Awards | 2015 | Melhores Figurinos para uma Série de Época/Fantasia, Série limitada ou Filme                            | Michele Clapton, Sheena Wichary, Nina Ayres, Alex Fordham (por "The Dance of Dragons") | Indicados | [ 264 ]         |
| Creative Arts Emmy Awards | 2015 | Melhor Atriz Convidada em Série de Drama                                                                | Diana Rigg (por "The Gift") | Indicada  | [ 264 ]         |
| Creative Arts Emmy Awards | 2015 | Melhor Penteado para uma Série de Câmera Única                                                          | Kevin Alexander, Candice Banks, Rosalia Culora, Gary Machin, Laura Pollock, Nicola Mount (por "Mother's Mercy") | Indicados | [ 264 ]         |
| Creative Arts Emmy Awards | 2015 | Melhor Maquiagem para Série de Câmera Única (Sem Prótese)                                               | Jane Walker e Nicola Matthews (por "Mother's Mercy") | Venceu    | [ 264 ]         |
| Creative Arts Emmy Awards | 2015 | Melhor Design de Produção para um Programa Narrativo Contemporâneo ou de Fantasia (de Uma Hora ou Mais) | Deborah Riley, Paul Ghirardani, Rob Cameron (por "High Sparrow", "Unbowed, Unbent, Unbroken", e "Hardhome") | Venceu    | [ 264 ]         |
| Creative Arts Emmy Awards | 2015 | Melhor Maquiagem Protética para Série, Minissérie, Filme ou Especial                                    | Jane Walker, Barrie Gower, e Sarah Gower (por "Hardhome") | Indicados | [ 264 ]         |
| Creative Arts Emmy Awards | 2015 | Melhor Edição de Imagens com Câmera Única para uma Série de Drama                                       | Tim Porter (por "Hardhome") | Indicado  | [ 264 ]         |
| Creative Arts Emmy Awards | 2015 | Melhor Edição de Imagens com Câmera Única para uma Série de Drama                                       | Katie Weiland (por "The Dance of Dragons") | Venceu    | [ 264 ]         |
| Creative Arts Emmy Awards | 2015 | Melhor Edição para uma Série de Drama                                                                   | Tim Kimmel, Paula Fairfield, Bradley C. Katona, Peter Bercovitch, David Klotz, Jeffrey Wilhoit, Dylan T. Wilhoit (por "Hardhome") | Venceu    | [ 264 ]         |
| Creative Arts Emmy Awards | 2015 | Melhor Mixagem de Som para uma Série de Comédia ou Drama                                                | Ronan Hill, Richard Dyer, Onnalee Blank, Mathew Waters (for "Hardhome") | Venceu    | [ 264 ]         |
| Creative Arts Emmy Awards | 2015 | Melhores Efeitos Visuais                                                                                | Steve Kullback, Joe Bauer, Adam Chazen, Jabbar Raisani, Eric Carney, Stuart Brisdon, Derek Spears, James Kinnings, Matthew Rouleau (por "The Dance of Dragons")                                                                                 | Venceu    | [ 264 ]         |
| Creative Arts Emmy Awards | 2015 | Melhor Coordenação de Dublês em Série de Drama                                                          | Rowley Irlam | Venceu    | [ 264 ]         |
| Creative Arts Emmy Awards | 2016 | Melhor Elenco em Série de Drama                                                                         | Nina Gold, Robert Sterne, e Carla Stronge | Venceu    | [ 265 ]         |
| Creative Arts Emmy Awards | 2016 | Melhor Cinematografia para uma Série de Câmera Única                                                    | Gregory Middleton (por "Home") | Indicado  | [ 265 ]         |
| Creative Arts Emmy Awards | 2016 | Melhores Figurinos para uma Série de Ficção Cientifica/Fantasia                                         | Michele Clapton, Chloe Aubry, Sheena Wichary (por "The Winds of Winter") | Venceu    | [ 265 ]         |
| Creative Arts Emmy Awards | 2016 | Melhor Ator Convidado em Série de Drama                                                                 | Max von Sydow (por "The Door") | Indicado  | [ 265 ]         |
| Creative Arts Emmy Awards | 2016 | Melhor Penteado para uma Série de Câmera Única                                                          | Kevin Alexander, Candice Banks, Nicola Mount, Laura Pollock, Gary Machin, Rosalia Culora (por "The Door") | Indicados | [ 265 ]         |
| Creative Arts Emmy Awards | 2016 | Melhor Programa Interativo                                                                              | Game of Thrones Main Titles 360 Experience | Indicado  | [ 265 ]         |
| Creative Arts Emmy Awards | 2016 | Melhor Maquiagem para Série de Câmera Única (Sem Prótese)                                               | Jane Walker, Kate Thompson, Nicola Mathews, Kay Bilk, Marianna Kyriacou, Pamela Smyth (por "Battle of the Bastards") | Venceu    | [ 265 ]         |
| Creative Arts Emmy Awards | 2016 | Melhor Design de Produção para um Programa de Fantasia                                                  | Deborah Riley, Paul Ghirardani, Rob Cameron (por "Blood of My Blood", "The Broken Man", e "No One") | Venceu    | [ 265 ]         |
| Creative Arts Emmy Awards | 2016 | Melhor Maquiagem Protética para uma Série                                                               | Jane Walker, Sarah Gower, Emma Sheffield, Tristan Versluis, Barrie Gower (por "The Door") | Venceu    | [ 265 ]         |
| Creative Arts Emmy Awards | 2016 | Melhor Edição de Imagens com Câmera Única para uma Série de Drama                                       | Tim Porter (por "Battle of the Bastards") | Venceu    | [ 265 ]         |
| Creative Arts Emmy Awards | 2016 | Melhor Edição de Imagens com Câmera Única para uma Série de Drama                                       | Katie Weiland (por "Oathbreaker") | Indicada  | [ 265 ]         |
| Creative Arts Emmy Awards | 2016 | Melhor de Som para uma Série                                                                            | Tim Kimmel, Tim Hands, Paul Bercovitch, Paula Fairfield, Bradley C. Katona, Michael Wabro, David Klotz, Brett Voss, Jeffrey Wilhoit, Dylan Tuomy-Wilhoit (for "The Door")                                                                       | Indicados | [ 265 ]         |
| Creative Arts Emmy Awards | 2016 | Melhor Mixagem de Som para uma Série                                                                    | Ronan Hill, Richard Dyer, Onnalee Blank, Mathew Waters (por "Battle of the Bastards") | Venceu    | [ 265 ]         |
| Creative Arts Emmy Awards | 2016 | Melhores Efeitos Visuais                                                                                | Steve Kullback, Joe Bauer, Adam Chazen, Derek Spears, Eric Carney, Sam Conway, Matthew Rouleau, Michelle Blok, Glenn Melenhorst (for "Battle of the Bastards")                                                                                  | Venceu    | [ 265 ]         |
| Creative Arts Emmy Awards | 2016 | Melhor Coordenação de Dublês para uma Série                                                             | Rowley Irlam | Venceu    | [ 265 ]         |
| Creative Arts Emmy Awards | 2018 | Melhor Elenco de uma Série de Drama                                                                     | Nina Gold, Robert Sterne, e Carla Stronge | Indicado  | [ 266 ]         |
| Creative Arts Emmy Awards | 2018 | Melhores Figurinos para uma Série de Ficção Cientifica/Fantasia                                         | Michele Clapton, Alexander Fordham, Emma O'Loughlin, e Kate O'Farrell (por "Beyond the Wall") | Venceu    | [ 266 ]         |
| Creative Arts Emmy Awards | 2018 | Melhor Atriz Convidada em Série de Drama                                                                | Diana Rigg (por "The Queen's Justice") | Indicada  | [ 266 ]         |
| Creative Arts Emmy Awards | 2018 | Melhor Penteado para uma Série de Câmera Única                                                          | Kevin Alexander, Candice Banks, Nicola Mount, e Rosalia Culora (por "The Dragon and the Wolf") | Indicados | [ 266 ]         |
| Creative Arts Emmy Awards | 2018 | Melhor Maquiagem para Série de Câmera Única (Sem Prótese)                                               | Jane Walker, Kay Bilk, Marianna Kyriacou, Pamela Smyth, Kate Thompson, e Nicola Mathews (por "The Dragon and the Wolf") | Indicados | [ 266 ]         |
| Creative Arts Emmy Awards | 2018 | Melhor Composição Musical para uma Série (Trilha Sonora Dramática Original)                             | Ramin Djawadi (por "The Dragon and the Wolf") | Venceu    | [ 266 ]         |
| Creative Arts Emmy Awards | 2018 | Melhor Design de Produção para um Programa Narrativo Contemporâneo ou de Fantasia (de Uma Hora ou Mais) | Deborah Riley, Paul Ghirardani, e Rob Cameron (por "Dragonstone") | Venceu    | [ 266 ]         |
| Creative Arts Emmy Awards | 2018 | Melhor Maquiagem Protética para Série, Minissérie, Filme ou Especial                                    | Jane Walker, Paul Spateri, Emma Sheffield, e Barrie Gower (por "Beyond the Wall") | Venceu    | [ 266 ]         |
| Creative Arts Emmy Awards | 2018 | Melhor Edição de Imagens com Câmera Única para uma Série de Drama                                       | Tim Porter (por "Beyond the Wall") | Indicado  | [ 266 ]         |
| Creative Arts Emmy Awards | 2018 | Melhor Edição de Imagens com Câmera Única para uma Série de Drama                                       | Crispin Green (por "The Spoils of War") | Indicado  | [ 266 ]         |
| Creative Arts Emmy Awards | 2018 | Melhor Edição de Imagens com Câmera Única para uma Série de Drama                                       | Katie Weiland (por "The Dragon and the Wolf") | Indicada  | [ 266 ]         |
| Creative Arts Emmy Awards | 2018 | Melhor Edição de Som para uma Série de Drama ou Comédia                                                 | Tim Kimmel, Paula Fairfield, Tim Hands, Paul Bercovitch, Bradley C. Katona, John Matter, Brett Voss, David Klotz, Jeffrey Wilhoit, e Dylan T. Wilhoit (por "The Spoils of War")                                                                 | Indicados | [ 266 ]         |
| Creative Arts Emmy Awards | 2018 | Melhor Mixagem de Som para uma Série de Drama ou Comédia                                                | Onnalee Blank, Mathew Waters, Richard Dyer, e Ronan Hill (por "Beyond the Wall") | Venceu    | [ 266 ]         |
| Creative Arts Emmy Awards | 2018 | Melhores Efeitos Especiais                                                                              | Steve Kullback, Joe Bauer, Adam Chazen, Michelle Blok, Sam Conway, Ted Rae, David Ramos, Wayne Stables, e Derek Spears (por "Beyond the Wall")                                                                                                  | Venceu    | [ 266 ]         |
| Creative Arts Emmy Awards | 2018 | Melhor Coordenação de Dublês em uma Série                                                               | Rowley Irlam | Venceu    | [ 266 ]         |
| Creative Arts Emmy Awards | 2019 | Melhor Elenco em Série de Drama                                                                         | Nina Gold, Robert Sterne, e Carla Stronge | Venceu    | [ 267 ]         |
| Creative Arts Emmy Awards | 2019 | Melhor Cinematografia para uma Série de Câmera Única                                                    | Jonathan Freeman (por "The Iron Throne") | Indicado  | [ 267 ]         |
| Creative Arts Emmy Awards | 2019 | Melhor Realização Criativa em Mídia Interativa Dentro de um Programa com Script                         | "Fight for the Living: Beyond the Wall Virtual Reality Experience" | Indicado  | [ 267 ]         |
| Creative Arts Emmy Awards | 2019 | Melhores Figurinos para uma Série de Ficção Cientifica/Fantasia                                         | Michele Clapton, Emma O'Loughlin, e Kate O'Farrell (por "The Bells") | Venceu    | [ 267 ]         |
| Creative Arts Emmy Awards | 2019 | Melhor Atriz Convidada em Série de Drama                                                                | Carice van Houten (por "The Long Night") | Indicada  | [ 267 ]         |
| Creative Arts Emmy Awards | 2019 | Melhor Penteado para uma Série de Câmera Única                                                          | Kevin Alexander, Candice Banks, Nicola Mount, e Rosalia Culora (por "The Long Night") | Indicados | [ 267 ]         |
| Creative Arts Emmy Awards | 2019 | Melhor Design do Título de Abertura                                                                     | Angus Wall, Kirk Shintani, Shahana Khan, Ian Ruhfass, e Rustam Hasanov | Venceu    | [ 267 ]         |
| Creative Arts Emmy Awards | 2019 | Melhor Maquiagem para Série de Câmera Única (Sem Prótese)                                               | Jane Walker, Kay Bilk, Marianna Kyriacou, Nicola Mathews, e Pamela Smyth (por "The Long Night") | Venceu    | [ 267 ]         |
| Creative Arts Emmy Awards | 2019 | Melhor Composição Musical para uma Série (Trilha Sonora Dramática Original)                             | Ramin Djawadi (por "The Long Night") | Venceu    | [ 267 ]         |
| Creative Arts Emmy Awards | 2019 | Melhor Design de Produção para um Programa Narrativo Contemporâneo ou de Fantasia (de Uma Hora ou Mais) | Deborah Riley, Paul Ghirardani, e Rob Cameron (por "The Bells") | Indicado  | [ 267 ]         |
| Creative Arts Emmy Awards | 2019 | Melhor Maquiagem Protética para Série, Minissérie, Filme ou Especial                                    | Emma Faulkes, Paul Spateri, Chloe Muton-Phillips, Duncan Jarman, Patt Foad, John Eldred-Tooby, Barrie Gower, e Sarah Gower (por "The Long Night")                                                                                               | Indicados | [ 267 ]         |
| Creative Arts Emmy Awards | 2019 | Melhor Edição de Imagens com Câmera Única para uma Série de Drama                                       | Katie Weiland (por "The Iron Throne") | Indicada  | [ 267 ]         |
| Creative Arts Emmy Awards | 2019 | Melhor Edição de Imagens com Câmera Única para uma Série de Drama                                       | Tim Porter (por "The Long Night") | Venceu    | [ 267 ]         |
| Creative Arts Emmy Awards | 2019 | Melhor Edição de Imagens com Câmera Única para uma Série de Drama                                       | Crispin Green (por "Winterfell") | Indicado  | [ 267 ]         |
| Creative Arts Emmy Awards | 2019 | Melhor Edição de Som para uma Série de Drama ou Comédia                                                 | Tim Kimmel, Tim Hands, Paula Fairfield, Bradley C. Katona, Paul Bercovitch, John Matter, David Klotz, Brett Voss, Jeffrey Wilhoit, e Dylan T. Wilhoit (for "The Long Night")                                                                    | Venceu    | [ 267 ]         |
| Creative Arts Emmy Awards | 2019 | Melhor Mixagem de Som para uma Série de Drama ou Comédia                                                | Onnalee Blank, Mathew Waters, Simon Kerr, Danny Crowley, e Ronan Hill (por "The Long Night") | Venceu    | [ 267 ]         |
| Creative Arts Emmy Awards | 2019 | Melhores Efeitos Especiais                                                                              | Joe Bauer, Steve Kullback, Adam Chazen, Sam Conway, Mohsen Mousavi, Martin Hill, Ted Rae, Patrick Tiberius Gehlen, e Thomas Schelesny (por "The Bells")                                                                                         | Venceu    | [ 267 ]         |
| Creative Arts Emmy Awards | 2019 | Melhor Coordenação de Dublês em uma Série                                                               | Rowley Irlam | Venceu    | [ 267 ]         |

## Impacto cultural
Game of Thrones foi creditado por aumentar a popularidade dos temas de fantasia e a aceitação do gênero pela mídia. Antes da estreia da segunda temporada da série, a CNN escreveu: "Depois deste fim de semana, você terá dificuldades em encontrar alguém que não é fã de alguma forma de fantasia épica".

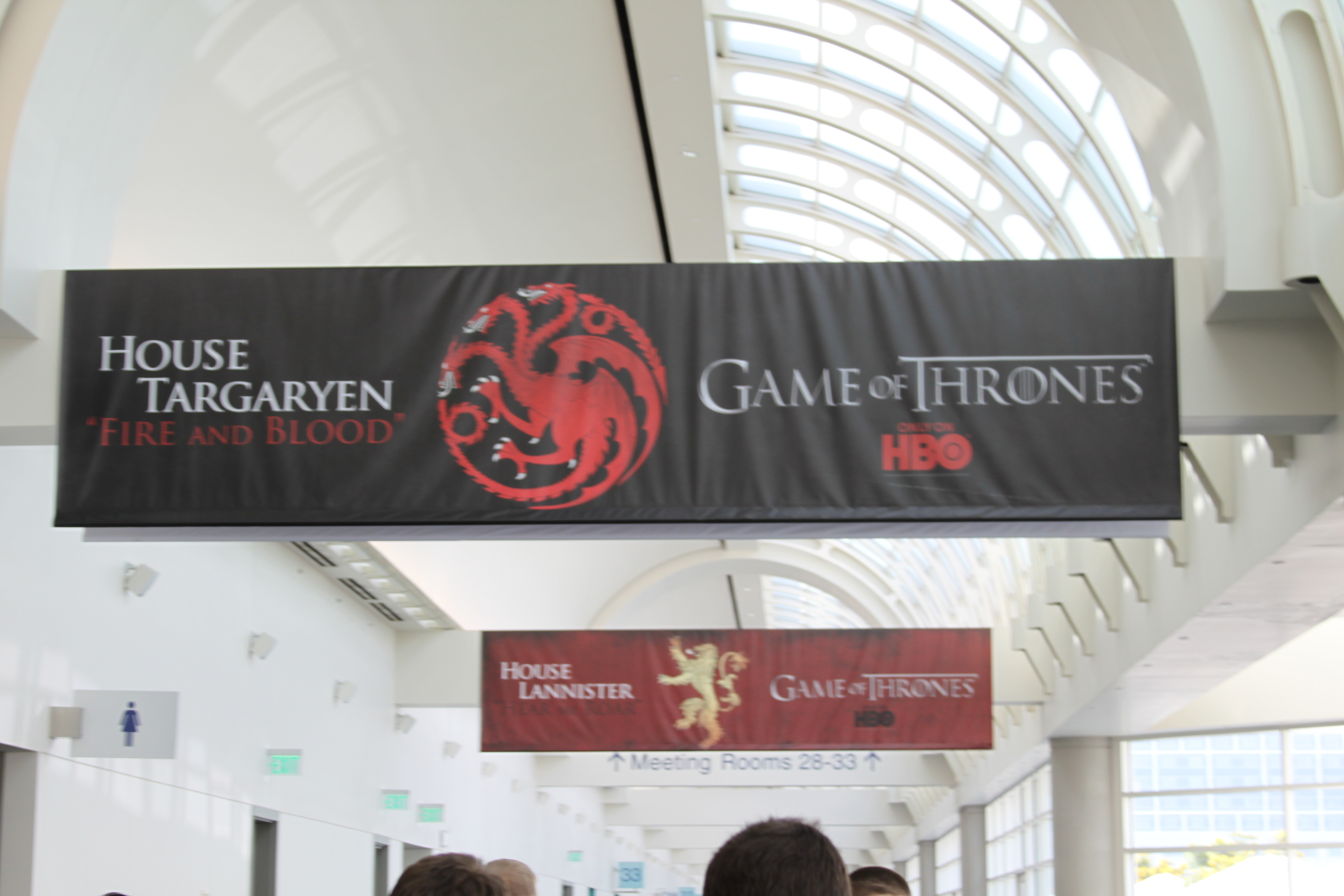
Banners estampando o brasão da Casa Targaryen (frente) e Lannister (ao fundo) em Northborough no Massachusetts, EUA

De acordo com Ian Bogost, Game of Thrones continua uma série de adaptações bem sucedidas, começando com a trilogia The Lord of the Rings, em 2001, e continuando com a série de filmes Harry Potter, que estabeleceram a fantasia como um gênero com um grande mercado lucrativo e qualidade artística. Sudeep Dasgupta, em seu Policing the People: Television Studies and the Problem of "Quality" (2012), argumentou que a produção da HBO também pode ser vista como a adaptação de uma estrutura industrial que expande os parâmetros existentes do que constitui a "televisão de qualidade na era sucessora das redes de televisão", ajudando a redefinir as características da alta fantasia e de sua audiência.
A estreia da série aumentou o interesse por A Song of Ice and Fire, o que se refletiu nas vendas de seus romances, que foram relançados como edições licenciadas e lideraram as listas de mais vendidos, principalmente durante a estreia dos episódios iniciais de cada temporada. De acordo com Fortune.com, entre 2011 e 2012, foram vendidas mais de nove milhões de cópias da saga literária, em contraste com os cinco milhões de cópias vendidas antes da transmissão de Game of Thrones. Com parte dos lucros obtidos com a comercialização de seus livros, Martin financia uma bolsa para escritores de fantasia e um santuário de lobos no Novo México. A esse respeito, ele opinou que “as pessoas leem fantasia para ver as cores novamente. Vivemos nossas vidas e acho que há algo em nós que anseia por algo mais, por experiências mais intensas. Existem homens e mulheres por aí que vivem suas vidas em busca dessas experiências intensas, que vão ao fundo do mar e escalam as montanhas mais altas ou são atirados ao espaço. Apenas algumas pessoas têm o privilégio de ter essas experiências, mas acho que todos nós queremos, em algum lugar em nossos corações não queremos viver uma vida de desespero silencioso de que Thoreau falou, e a fantasia nos permite fazer essas coisas. A fantasia nos leva a lugares incríveis e nos mostra maravilhas, e isso satisfaz uma necessidade do coração humano".

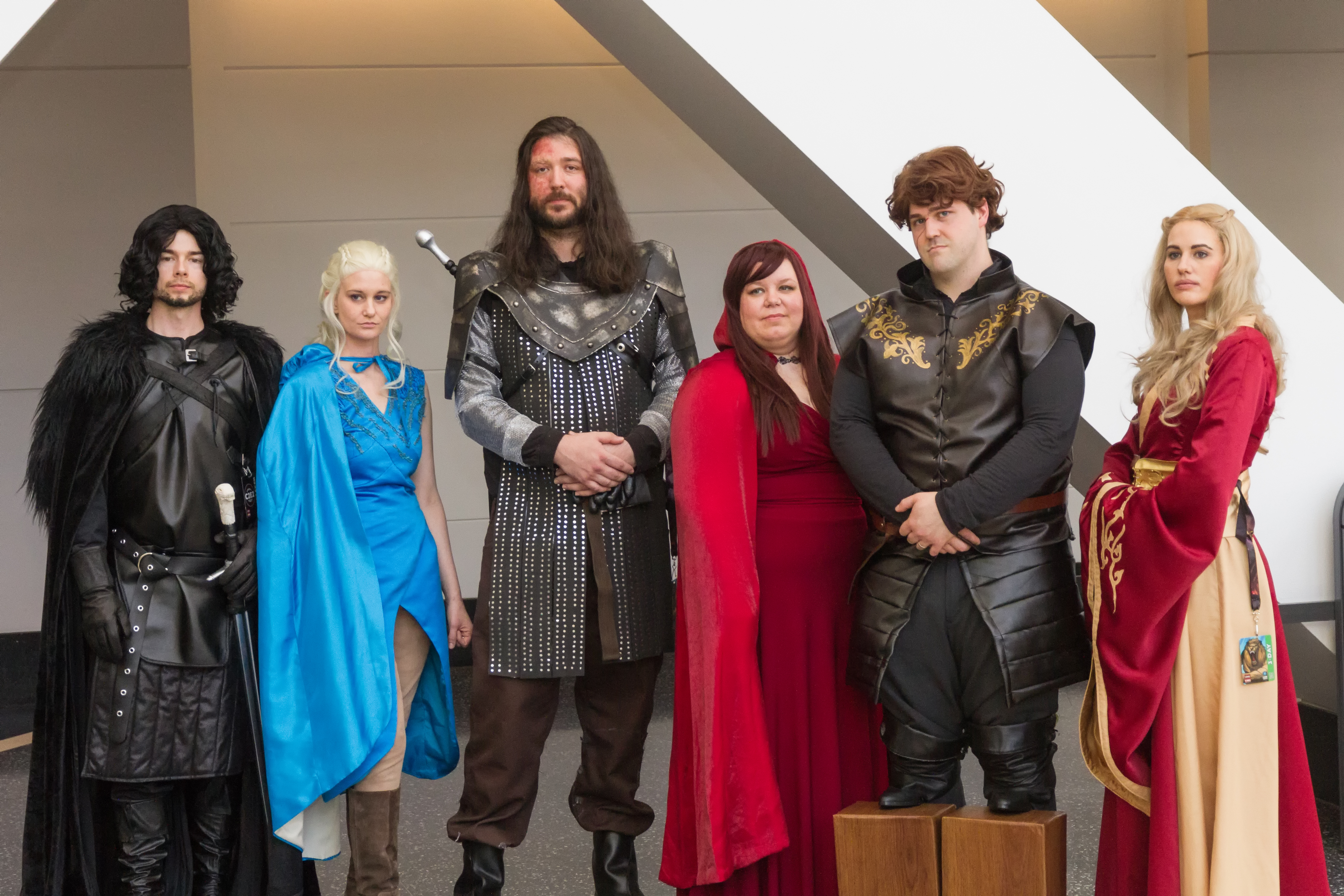
Grupo de fãs fantasiados de personagens da série

A popularidade do programa levou ao estabelecimento de uma ampla base de fãs de diferentes nacionalidades, incluindo líderes políticos como Barack Obama, David Cameron, Julia Gillard e Frans Timmermans. Em 2012, a publicação da Vulture classificou seus seguidores como o mais dedicado da cultura popular, acima das comunidades de simpatizantes de Lady Gaga, Justin Bieber, Harry Potter ou Star Wars. De acordo com uma análise de 2013 da BBC News, "A paixão e extrema devoção dos fãs" por Game of Thrones levou a um fenômeno sem precedentes na indústria da televisão, que levou à produção de fanfiction e material de estilo burlesco, e à adoção de nomes de personagens da série - em 2012, "Arya" foi o nome com maior tendência de uso nos Estados Unidos, semelhante ao uso de "Khaleesi" -. Alguns sites de seguidores da série são Westeros.org, WinterIsComing.net, ToweroftheHand.com e Podcastoficeandfire.com.
Outras áreas alcançadas pela influência de Game of Thrones incluem vocabulário e acadêmicos. Por exemplo, a cena da primeira temporada em que Petyr Baelish explica seu passado enquanto observava prostitutas fazendo sexo ao fundo, deu origem ao conceito de "sexposition" em que o enredo é explicado alternadamente com o sexo e nudez. Um semelhante caso ocorreu com o termo "Dothraki", que em 2012 ocupava o quarto lugar na lista das palavras televisivas mais utilizadas na Internet, segundo relatório do Global Language Monitor. Sobre o aspecto acadêmico, entre 2017 e 2018 Harvard University, Boston College, e a University of California em Berkeley e o Polytechnic Institute e a Virginia State University começaram a ensinar programas de estudos medievais inspirados em Game of Thrones como uma "ferramenta de recrutamento acadêmica". No mesmo período, também foi criada a Martin Studies International Network, dedicada à análise dos livros e séries de televisão de Martin.

## Outras mídias

### Vídeo game
A série inspirou vários videogames baseados nas séries de TV e de livros. O jogo de estratégia Game of Thrones Ascent se vincula à série da HBO, disponibilizando personagens e cenários para os jogadores quando eles aparecem na televisão. A Behavior Interactive desenvolveu um jogo de estratégia free-to-play baseado na série para dispositivos móveis. "Reigns: Game of Thrones", um spin-off da série de videogames de estratégia "Reigns", foi desenvolva pela Nerial, publicada pela Devolver Digital, e com lançamento em outubro de 2018.

### Mercadoria e exposição
A HBO licenciou uma variedade de mercadorias baseadas em Game of Thrones, incluindo jogos, armas e armaduras de réplica, jóias, bonecas bobblehead da Funko, cerveja da Ommegang e roupas. A mercadoria de alta qualidade inclui um relógio de pulso Ulysse Nardin de US$ 10 500 e uma réplica de resina de US$ 30 000 do Trono de Ferro. Em 2013 e 2014, uma exposição itinerante de figurinos, adereços, armaduras e armas da série visitou as principais cidades da Europa e das Américas.

### Material de acompanhamento
Thronecast: O Guia Oficial de Game of Thrones, uma série de podcasts apresentados por Geoff Lloyd e produzidos por Koink, foi lançado no site da Sky Atlantic e na loja britânica do iTunes durante a série; um novo podcast, com análises e entrevistas ao elenco, é lançado após cada episódio. Em 2014 e 2015, a HBO encomendou o Catch the Throne, dois álbuns de rap sobre a série.
Um livro complementar, Inside HBO's Game of Thrones (ISBN 978-1-4521-1010-3), do escritor da série Bryan Cogman, foi publicado em 27 de setembro de 2012. O livro de 192 páginas, ilustrado com arte conceitual e por trás dos livros, fotografa cenas, cobre a criação das duas primeiras temporadas da série e seus principais personagens e famílias.
After the Thrones é um pós-show ao vivo no qual os anfitriões Andy Greenwald e Chris Ryan discutem episódios da série. Ele foi ao ar na HBO Now, toda segunda-feira após cada episódio desde a sexta temporada. A "Game of Thrones Live Concert Experience", foi uma turnê orquestral norte-americana em 28 cidades que apresentou a trilha sonora da série com o compositor Ramin Djawadi, começou em fevereiro de 2017 e foi concluída em abril de 2017. Uma segunda turnê ocorreu em 2018 nas cidades da Europa e América do Norte.
O conjunto de Blu-ray e DVD de cada temporada contém várias sequências curtas de animação narradas pelo elenco como seus personagens, enquanto detalham os eventos da história de Westeros. Para a sétima temporada, foi desenvolvida a série animada prequel Game of Thrones: Conquest & Rebellion, ilustrada em um estilo de animação diferente dos vídeos anteriores. A série se concentra na conquista de Aegon Targaryen dos Sete Reinos de Westeros.

### Séries sucessoras
Em maio de 2017, após anos de especulação sobre possíveis séries sucessoras, a HBO encomendou Max Borenstein, Jane Goldman, Brian Helgeland, Carly Wray e Bryan Cogman para desenvolver séries sucessoras individuais de Game of Thrones; todos os escritores deveriam trabalhar individualmente com George R. R. Martin, que também co-escreveu dois dos roteiros. D. B. Weiss e David Benioff disseram que não estariam envolvidos em nenhum dos projetos.
Martin disse que todos os conceitos em discussão eram prequelas, embora acredite que o termo "show sucessor" se aplique melhor a esses projetos, pois não são spin-offs de Game of Thrones no sentido tradicional. Ele descartou a Rebelião de Robert (a queda do pai de Daenerys por Robert Baratheon) como uma ideia possível e revelou que alguns podem estar situados fora de Westeros. Mais tarde, ele declarou: "pelo menos dois deles são solidamente baseados em material de Fogo e Sangue". Em setembro de 2018, o presidente de programação da HBO, Casey Bloys, disse que alguns dos projetos foram abandonados completamente, enquanto outros permanecem como possibilidades para o futuro. Em maio de 2019, Martin afirmou que outros dois projetos ainda estavam na fase de roteiro. Em abril de 2019, Cogman confirmou que seu prequel não avançaria.

#### Bloodmoon
Em 8 de junho de 2018, a HBO encomendou um piloto para uma série prequel de Game of Thrones com Jane Goldman como showrunner e Martin como co-criador. O prequel aconteceria na Era dos Heróis, um período que começa aproximadamente 10 000 anos antes dos eventos de Game of Thrones. Eventos notáveis desse período incluem a fundação de Casas poderosas, a Longa Noite quando os Caminhantes Brancos desceram para Westeros e a Invasão Ândala quando os Ândalos imigraram de Essos e conquistaram a maior parte de Westeros. Martin sugeriu The Long Night como um título para a série. Em 13 de maio de 2019, foi relatado que o programa já havia começado a ser filmado em Belfast, sob o título de trabalho Bloodmoon. S. J. Clarkson foi anunciado para dirigir e produzir o piloto executivo, enquanto Naomi Watts foi escalada como protagonista feminina, interpretando "uma senhora nobre carismática que esconde um segredo obscuro". Outros regulares da série deveriam incluir: Josh Whitehouse, Toby Regbo, Ivanno Jeremiah, Georgie Henley, Naomi Ackie, Denise Gough, Jamie Campbell Bower, Sheila Atim, Alex Sharp, Miranda Richardson, Marquis Rodriguez, John Simm, Richard McCabe, John Heffernan e Dixie Egerickx. Em setembro de 2019, Martin afirmou que o piloto estava em pós-produção, mas em outubro de 2019 foi anunciado que a HBO havia decidido não avançar com a série de Goldman.

#### House of the Dragon
Em setembro de 2019, Nellie Andreeva, da Deadline Hollywood, relatou que uma segunda prequela de Martin e Ryan Condal que "acompanha o início e o fim da Casa Targaryen" estava perto de receber um pedido de piloto da HBO; o projeto não é considerado um sexto script original, pois se baseia na ideia de Cogman de 2017. Esta prequela, intitulada House of the Dragon, foi escolhida diretamente para ser série em 29 de outubro de 2019. A série é baseada no material de Fire & Blood, tendo como produtor executivo Martin, Vince Gerardis, Condal e Miguel Sapochnik; os dois últimos atuaram como showrunners também. Em janeiro de 2020, a HBO afirmou que a série estava programada para lançamento em 2022 e que o processo de escrita já tinha começado. O elenco da série começou a ser escolhido em julho de 2020. Em outubro de 2020, foi revelado que Paddy Considine foi escalado como rei Viserys I Targaryen. Em dezembro de 2020, mais três membros do elenco foram anunciados: Olivia Cooke como Alicent Hightower, Emma D'Arcy como Rhaenyra Targaryen e Matt Smith como Daemon Targaryen. Em fevereiro de 2021, o diretor de conteúdo da HBO, Casey Bloys, afirmou que o programa começaria a ser produzido em abril, com as filmagens ocorrendo na Inglaterra. Em fevereiro de 2021, Steve Toussaint, Eve Best, Rhys Ifans e Sonoya Mizuno também foram confirmados para estrelar a série. Em março de 2022, a HBO anunciou a data de estreia da série em 21 de agosto de 2022, seguida pelo lançamento do teaser trailer oficial.

#### A Knight of the Seven Kingdoms
Em janeiro de 2021, foi revelado que a HBO estava desenvolvendo outra série prequela baseada na novela de Martin, Tales of Dunk and Egg. Steven Conrad foi contratado como escritor e produtor executivo da série em novembro de 2021. Em abril de 2023, a HBO encomendou e intitulou a série como A Knight of the Seven Kingdoms: The Hedge Knight.

### Filme
Em novembro de 2024, foi anunciado um filme da franquia de Game of Thrones. O responsável pelo anúncio, Casey Bloys, chefe da HBO e Max, revelou que o desenvolvimento do filme está nas mãos competentes da Warner Bros., sob a liderança de Michael DeLuca e Pamela Abdy, reconhecidos por seu trabalho no estúdio. A expectativa é que o filme traga não apenas um desfecho inovador, mas também um espetáculo visual digno da grande tela.